# 臺灣原住民族
臺灣原住民族，通稱臺灣原住民、原住民，是指原居於臺灣的民族，由17世紀漢族移民移入前就已定居在此的數十個語言及生活方式不同的族群構成，均屬於南島民族；其中臺灣本島的族群為南島語系臺灣南島語群，蘭嶼的達悟族則屬於南島語系馬來-玻里尼西亞語族的巴丹語群。由於西方早期以「福爾摩沙」一詞稱呼臺灣，在部份文獻中又稱原住民為「福爾摩沙人」，意即「臺灣島上的居民」。目前有16族被中華民國原住民族委員會承認，根據《原住民身份法》登記之戶口統計至少約61萬4千多人（原民會2025年2月底統計資料），約佔臺灣人口的2.6%。在臺灣目前的人口分布中，各原住民族所佔比例相對較低，為中華民國政府認定的主要少數族群之一。
臺灣原住民族各族是臺灣的原住族群，17世紀後受外來移民數量的擴張以致居住領域逐漸縮小；這些區域現今主要位於臺灣本島東部、西部山區以及達悟族人居住的蘭嶼，並由官方劃定為山地鄉或直轄市山地原住民區，俗稱「原鄉」，享有一定程度的自治權。此外，因戰後臺灣的都市化，導致大量的原住民從原鄉遷居至各大都會區，現今已有四成六的原住民族人口設籍於都會區，部分區域之族人認同其現居地為原鄉而形成「都會部落」。

## 起源

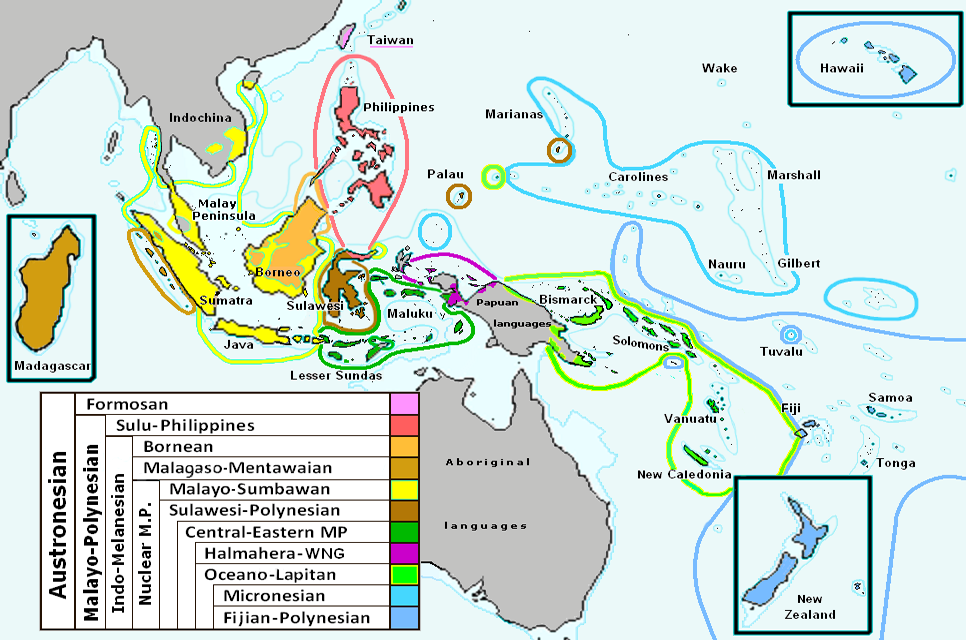
臺灣被視為廣泛分佈的南島民族和南島語系的主要源頭之一

臺灣是南島民族馬來玻里尼西亞人的原鄉

臺灣各原住民族擁有各自的起源傳說，近年來依據語言學、考古學和文化人類學等的研究推斷，在17世紀漢人移民臺灣之前，臺灣原住民族在臺灣的活動已有大約8,000年之久。臺灣原住民族在遺傳學和語言學的分類上屬於南島民族和南島語系，和菲律賓、馬來西亞、印度尼西亞、馬達加斯加和大洋洲等的南島民族族群有密切關聯。中華民國原住民族委員會在介紹臺灣原住民族與世界南島語系民族的關係時即表明「臺灣原住民族屬於南島民族，臺灣是南島民族分佈的最北端。」
凌純聲認為百越人為臺灣原住民族的先祖，也是南島民族的祖先。李壬癸認為，從語言的關係看，古代漢民族、傣民族、南島民族的地理：分佈應該是漢民族在北，傣民族居中，南島民族在南。換言之，漢語與傣語有密切的接觸，傣語與南島語也有密切的接觸，但漢語與南島語卻沒有直接接觸的語言證據。李壬癸認為臺灣原住民起源於中南半島一帶的可能性最大。
幾世紀以來，臺灣原住民各族在與人口較多的各移民族群彼此衝突、交流的狀況之下更被迫學習外來政權的語言，加上族群的遷徙與現代生活的影響，導致很大幅度的文化、語言和族群認同的消失。舉例來說，在大約26種已知的臺灣原住民族語言（統稱為臺灣南島語言）中，至少有10種語言已經消亡，5種瀕臨消亡，其他多種語言則出現輕微程度的損害。自從語言學家認為臺灣是南島民族的發源地以來，這些語言已經有著重大的歷史意義。

## 歷史

### 史前時期
臺灣島因地處南島語族活動範圍的最北邊，也被認為是南島民族在語言及遺傳上可能的發源地之一，亦是分布區域的最北端。
約前4000年前就有屬於南島語系的台灣原住民開始在台灣活動。
明代陳第撰述《東番記》為最早具體描述台灣原住民的文獻，記述以台南赤崁沿岸的西拉雅族原住民生活習俗與地理風光。:21
在1603年，明朝陳第的著作《東番記》中，將臺灣原住民族稱為東番（字面上為「東方的未開化民族」）；同一時期在臺灣殖民、受荷蘭政府特許的東印度公司則是依據先前在印度尼西亞殖民經驗，將臺灣原住民族稱為Indias或Blacks。

### 17世紀前
在17世紀前，台灣中部即由拍瀑拉族與巴布薩族、巴則海族、洪雅族所建立的大肚王國統治。
台灣南部率芒溪以南的恆春半島，由大龜文與斯卡羅人建立的斯卡羅統治。

### 17世紀

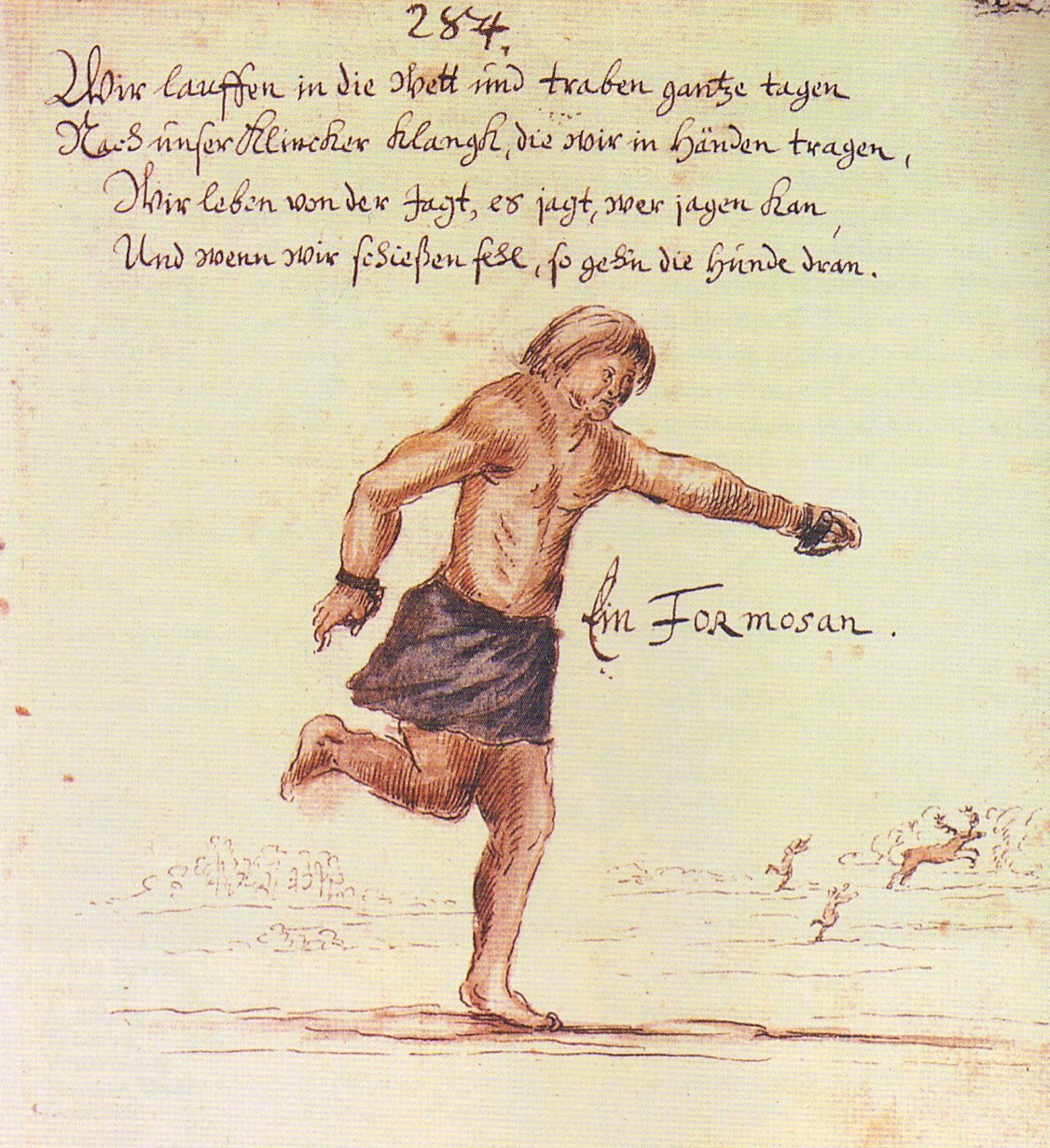
1648–1650年來台的荷蘭東印度公司日耳曼籍傭兵Caspar Schmalkalden所繪臺灣原住民與逐鹿中的族人「一位福爾摩沙人（Ein Formosan）」

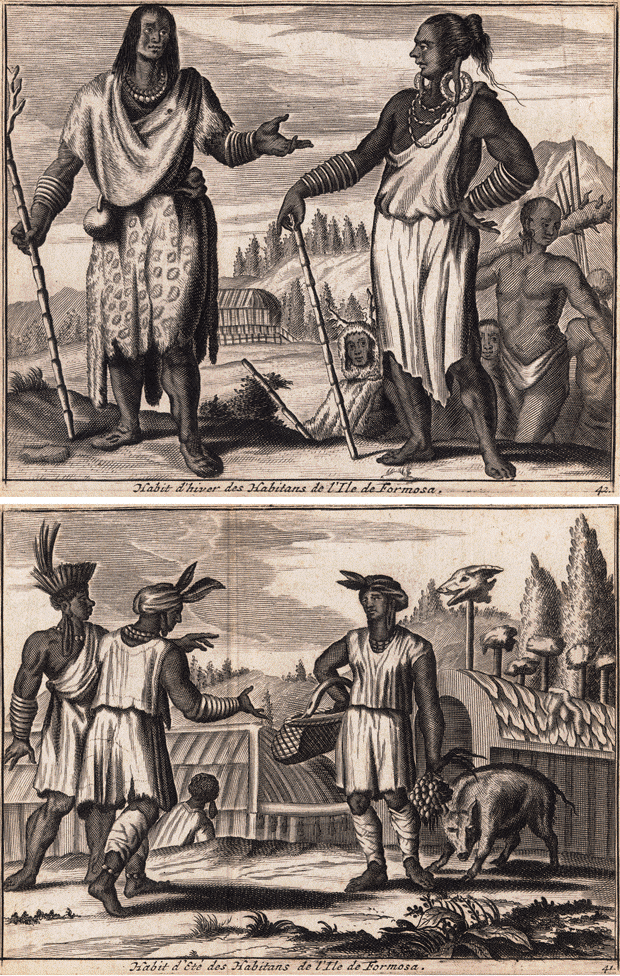
1670年荷蘭人所描繪的福爾摩沙人之長老與常民

1626年荷蘭佔領台江內海作為根據地後，西班牙人亦佔領北臺灣，開啟其統治。1644年荷蘭軍隊進攻北台灣的凱達格蘭族，事成後南下進攻大肚王國。:74
1645年荷蘭東印度公司派Pieter Boong上尉率兵偕商務員北上，再度進攻大肚王國，征服台南至淡水間剩餘的各村社，並毀13個村社，大肚王與東印度公司簽約，表示臣服，依約定要參加南部地方會議，同年牛罵社、沙轆社與Deredonsel社獨立。
1648年大肚王甘仔轄·阿拉米（Camachat Aslamie）駕崩，由其外甥甘仔轄·馬洛（Camacht Maloe）獲選為繼任人選。
發生於1635年11月23日荷蘭人與台灣台南西拉雅族麻豆社之間發生的麻豆社之役後，麻豆社接受荷蘭政府統治。又於聖誕節之役，擊敗了其他敵對村莊，如蕭壟社、小臺灣荷蘭統治時期 琉球社等等，其他南部平原的部落也陸續臣服。這一連串的勝利確立了荷蘭人的威勢，共有57座原住民村莊服從荷蘭人。 1645年1月，荷軍進攻大肚王國內的反荷部落，大肚王國只得於4月正式降服，至此全西部平原皆服從荷蘭人的統治。
直到1662年明鄭驅逐荷蘭人後，明鄭於安平一帶建承天府作為統治中心，轄有天興縣、萬年縣二縣，直到1683年被清朝佔領為止。
1661年（明永曆15年）鄭成功軍隊與大肚王國發生衝突，鄭成功派部屬誘殺大肚王阿德·狗讓，戰火遍及大肚社以及至Taurinap諸村。
1664年（明永曆18年）鄭經派劉國軒前往半線屯田，威脅到大肚王國。
1673年（明永曆27年）沈光文設私塾教育平埔族人漢字。
1670年，明鄭將領劉國軒前往半線屯田時對大肚王國平地原住民發起沙轆社之役，造成大肚王國境內原住民失去其傳統生活領域，更面臨嚴重的生存危機，導致雙方發生數次衝突。

### 18-19世紀
台灣清治時期歷經1683年-1895年。

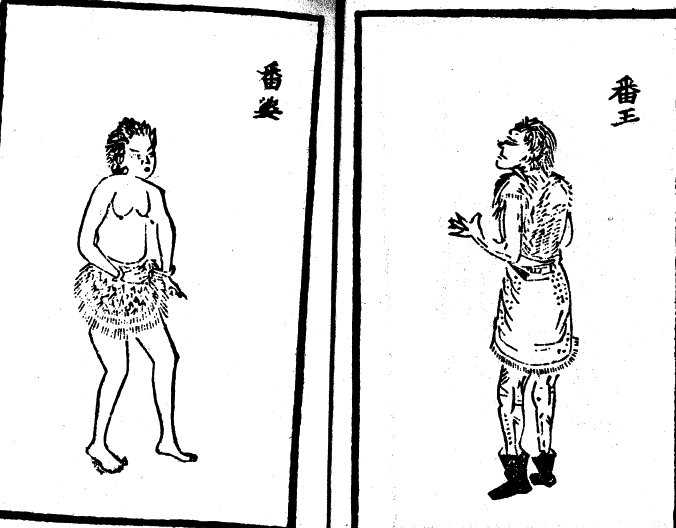
1895年清朝時期的木版畫，描述臺灣原住民族的部落頭目（番王）和婦女（番婆）

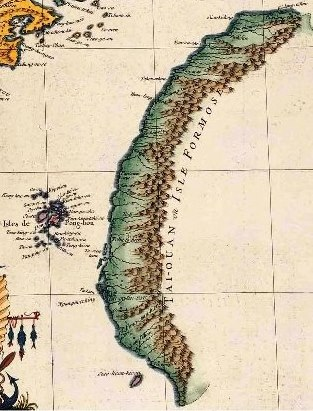
法國人所繪清廷實際控制區域（土牛界線以西），其餘為原住民領有的「化外之地」

明鄭滅亡後，1722年（康熙六十一年），出任巡臺御史的黃叔璥在他的《臺海使槎錄》一書中，有這樣的記載：「大肚山形，遠望如百雉高城，昔有番長名大眉。」說明17世紀臺灣中部確實有一個「番長」存在，而其可能是跨部落聯盟。
1716年（清康熙55年）平埔族原住民頭目阿穆，指揮當地同族協助漢人開墾台中地方。
1729年（清雍正7年）廣東客家人簡嶽一族至拳山（今中正區公館及文山區）開墾，與當地凱達格蘭族發生糾紛，造成漢人數百人死亡（淡水廳志），全族盡滅。
1731年（雍正九年），清廷官吏對原住民族指派勞役過多，引起原住民族群起反抗，發生大甲西社抗清事件。
翌年遭鎮壓，大肚王國終告瓦解。 
1766年（清乾隆31年）南北兩路理番同知設立，專門負責平埔族相關事務。
1804年（清嘉慶9年）平埔族第一次大規模遷徒行動，巴宰海族阿里史社頭目潘賢文號召中部巴宰海族、巴布薩族、道卡斯族、洪雅族共千餘人，移墾到東部蘭陽平原。1804年潘賢文率領部分道卡斯族、巴布拉族、巴布薩族、洪雅族、巴宰族人遷至宜蘭。
1814年（嘉慶19年）到嘉慶20年（1815年）期間爆發郭百年事件，是漢人與「水沙連二十四社」埔里社原住民之間曾經發生過的大規模衝突事件。事後造成水沙連二十四社原住民的勢力從此大幅衰落，西部各平埔族聚落的集體大規模遷徙，並使得原有部落逐漸消失。 
1867年（清同治6年）美國駐廈門領事李仙得、和原住民族長卓杞篤締結災難救助條約《南岬之盟》。1871年（清同治10年）原住民殺害船難漂流之琉球宮古島居民（宮古島民台灣遇害事件）。加拿大長老會的馬偕抵達淡水，開始在北部傳教。
於1874年（清同治十三年，日本明治七年）年發生牡丹社事件 ，日本以1871年八瑤灣事件殺害琉球人為由出兵攻打台灣南部原住民各部落的軍事行動。
1887年漢人移民者及原住民（主要為大武壠族）爭紛發生呂家望社之役，最後發展成為花東縱谷各庄社的大武壠族、阿美族、卑南族、客家墾民聯合反抗清政府的戰事。

### 日治時期
1907年（日明治40年）11月14日新竹發生北埔事件，由賽夏族人與北埔漢人共150餘人攻打北埔鄉支廳各分遣所。由於當時對原住民採「懷柔政策」，對於賽夏族僅沒收其槍械。
同年5月枕頭山戰役軍警經枕頭山時，遭泰雅族大嵙崁前山群及大豹群居民激烈抵抗，因而被困於該山之下，雙方隨後展開壕溝戰。大嵙崁溪及角板山附近部落居民多遭殲滅或逃入深山，漢人隨後進入開墾定居。
1930年10月27日，霧社地區原住民族因不滿日本政府的統治，在莫那魯道為代表，爆發霧社事件，砍殺了各地警察及霧杜公學校舉行秋季運動會的日本人136名，輕重傷百餘人。日方隨後進行武裝鎮壓，殺害霧社原住民族近千人。而後日方的檢討報告顯示，起事原因有對原住民族壓榨勞力、一些日警對原住民族婦女始亂終棄及不當的男女關係、原住民族想要回到傳統生活。時任臺灣總督石塚英藏等官員因此而下臺。
在霧社事件發生之後，日本政府對待台灣原住民態度就變得完全不一樣，尤其在徵調高砂義勇隊到南洋協助作戰後，整個情況更大為改善。第二次世界大戰時期日本政府在1942年到1943年之間約派出7次動員臺灣原住民之高砂義勇隊前往南洋叢林作戰。

### 戰後時期
過去「番」、「蕃」等歧視性的稱呼有礙於原住民族內部意識的覺醒、也不利於主流漢人社會對於過去刻板印象的掃除。1947年後，臺灣省政府為表對臺灣原住民族一視同仁，多次通令禁用「蕃族」、「高山族」、「高砂族」等歧視用語，改稱「山地同胞」，以示平等。
但同期的臺灣原住民族，包括台東卑南族領袖南志信和泰雅族領袖樂信·瓦旦在內，戰後初期台灣各族原住民普遍以「台灣族」自稱，以替代過去漢人及日本人在各個時期對他們亦或是出於歧視亦或是出於便宜行事所採用的他稱，但由於政治因素不被當時的政府所接受。因此在1980年代原住民運動在臺灣民主化的過程中崛起後，1984年原住民運動正式興起之初，早期原運領袖便改以原住民自稱，以替代過去漢人及日本人在各個時期對他們亦或是出於歧視亦或是出於便宜行事所採用的他稱，並成立原住民族權利促進會，做為領導早期原住民運動的先鋒。
恢復傳統姓名、恢復傳統山川土地名稱與原住民族還我土地運動分別於1988年展開第一次還我土地運動，於1989年第二次還我土地運動，於1993年展開第三次「反侵佔、爭生存、還我土地」運動。
1987年發生東埔布農族抗議玉山國家公園管理處挖墳事件 
1987年蘭嶼反核廢料運動（蘭嶼驅逐惡靈（核廢料）） 
1988年臺灣嘉義市原住民展開破除吳鳳神話、吳鳳銅像拆除事件，
屏東魯凱反瑪家水庫 
「原住民」一詞在原運興起後，逐漸為其他參與臺灣社會改革的人士基於相互尊重的原則所接受，1994年的原住民文化會議，原住民一詞第一次為官方（中華民國行政院文化建設委員會）所主辦的會議所採用，而在會議中，當時的李登輝總統在致詞中首次以國家元首的身份在正式場合中使用原住民一詞，同年中華民國憲法修改，「原住民」正式取代「山胞」而在國家法律獲得採納。1997年立法院通過原住民族教育法，是第一部以「原住民族」為名稱的法律，
1999年，陳水扁競選總統時曾與各族原住民代表發表《原住民族與臺灣新政府新的夥伴關係》條約，使得原住民族自治於2000年以後成為民進黨政府選舉時的主要口號，
但直至2000年中華民國憲法再度修改，具有民族權意義的「原住民族」一詞方才正式取代原住民，並成為原住民族自治權的憲法基礎。
2000年馬告運動爭取共管馬告國家公園。
阿里山鄒族達娜依谷等部落封溪護魚運動  
《中華民國憲法》於2000年第六次增修時，於增修第十條〈基本國策〉中，正式承認「原住民族」的民族權，於第十一項指出「國家肯定多元文化，並積極維護發展原住民族語言及文化」；第十二項更規定：「國家應依民族意願，保障原住民族之地位及政治參與，並對其教育文化、交通水利、衛生醫療、經濟土地及社會福利事業予以保障扶助並促其發展，其辦法另以法律定之。」，成為原住民族自治權的憲法依據。
從2001年起，400位平埔族前往中華民國立法院召開公聽會，要求回歸原住民身份後，平埔族的正名運動於焉展開。
中華民國立法院則於2005年1月通過《原住民族基本法》，確認原住民自治權。其中，第四條明定：「政府應依原住民族意願，保障原住民族之平等地位及自主發展，實行原住民族自治；其相關事項，另以法律定之。」
2016年原住民族日，中華民國總統蔡英文以國家元首身分代表政府向台灣原住民族道歉。
2017年2月23日原住民「凱道部落」抗議排除私有土地納入臺灣原住民族傳統領域。

## 族群列表及認定狀況

### 早期研究和分類
最早期的調查資料是在1624年的荷蘭殖民時期，描述原住民族是居住在大小不同的獨立部落當中。在這些部落之間常常會發生貿易、通婚、戰爭和為了防止外敵入侵而形成的結盟關係。根據當時和現代的民族學和語言學的標準，這些部落被人類學家分成20個族群，且被經常引用和討論，其中巴布拉族與巴布薩族、巴則海族、洪雅族、道卡斯族最晚於17世紀在臺灣中部已建立大肚王國。不過有人懷疑這些族群是否聯合成一個政體、王國或是真正的「族群」。
18世紀清政府統治臺灣之後，當時的人們依據「強勢文化」的適應和影響程度，大幅修改了對於臺灣原住民族的定義，並且依據各族群對於清政府的服從程度，建立了一套系統定義了各原住民族族群的關聯性。清朝文人使用生番這個名詞定義非由清政府管理，而是自治或自有政權的原住民族族群，而熟番則是定義著這些原住民族族群服從清政府，並且履行繳付人頭稅的約定。根據乾隆皇帝時期和隨後時期的標準，熟番等同於被滿漢文化同化，並且服從於清朝政府生活在當下的原住民族族群，但是保留這個較輕蔑的名詞，表示雖然此族群並非漢民族，但在文化程度上，比起非漢民族有很大的不同
。這些名詞反應著當時廣泛的思想：在採用儒家社會規範之下，任何族群皆可以被同化或順服。 

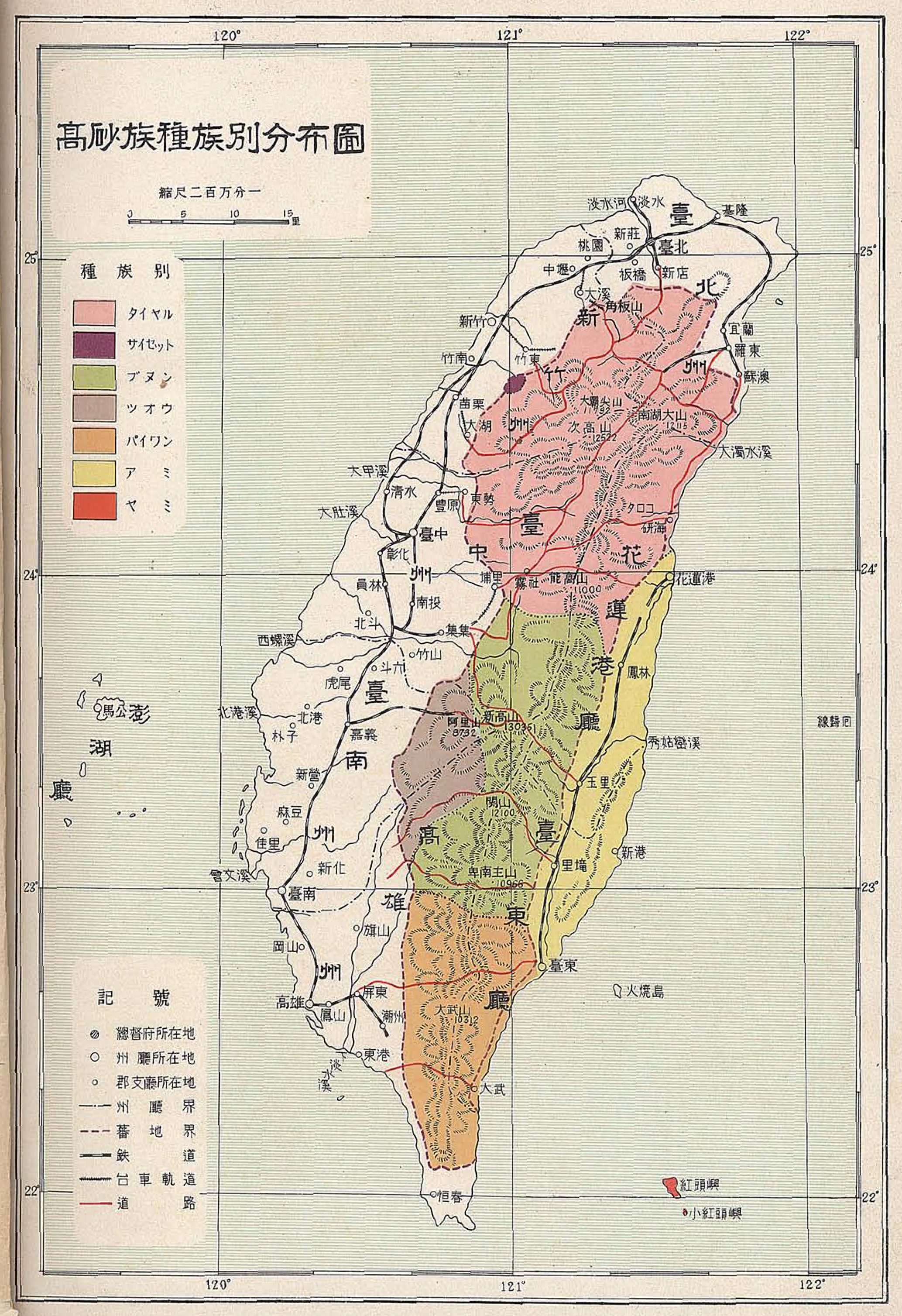
日治時期台灣總督府的高砂族分類，分為泰雅族、賽夏族、布農族、鄒族、排灣族、阿美族、雅美族等7族

在19世紀晚期，在清政府鞏固臺灣平原地區的統治力道，並積極進入臺灣山區之下，平埔番和高山番這兩個新名詞出現並可以分別和熟番、生番交替使用。在將近50年的臺灣日治時期，日本的人類學家仍然使用這個二元分類系統。但在1898年，人類學者伊能嘉矩首度提出了臺灣原住民族的分類體系，將臺灣原住民族分為「4群8族11部」，並說明各族的分佈區域與文化特質；1890年代初期，日本學者和政府修改之前的二元分類系統，以平埔族代換之前的平埔番、熟番，以及使用高砂族代換之前的生番；官方則在1935年後，在行政部門公文表示上完全改用「高砂族」之名稱。對於高砂族的分類，不同學者有分為7族、9族、12族的見解，對於管轄蕃地事務的臺灣總督府警務局則是以7族（泰雅族、布農族、鄒族、賽夏族、排灣族、阿美族。雅美族（後來的達悟族））做為相關統計的基礎。移川子之藏、馬淵東一、宮本延人在1935年著作的《臺灣高砂族系統所屬の研究》則將卑南族、魯凱族自排灣族中獨立，確立了日後臺灣原住民傳統的9族的分類，是第一次具科學系統的分類；日治時期，在學術或一些官方使用上已有「原住種族」、「原住民族」的通稱。
進入臺灣日治時期後，日本學者土田滋是以語言作為主要的判準，將臺灣原住民族分成高山族和平埔族兩大類。前者包括住在臺灣山地和東部的9個族群：泰雅族、賽夏族、布農族、鄒族、魯凱族、排灣族、卑南族、阿美族、和達悟族。後者則包括原居於臺灣北部和西部平原，現已幾近消失的10個族群：凱達格蘭族、噶瑪蘭族、道卡斯族、巴宰族（巴則海族、噶哈巫族）、巴布拉族、巴布薩族、洪雅族、邵族（水沙連）、西拉雅族、和猴猴族。中華民國政府對原住民族群的認定，最初以移川子之藏的分類為基礎，建立9族的族群分類。1998年原住民族委員會成立後，依原住民身分法執行。

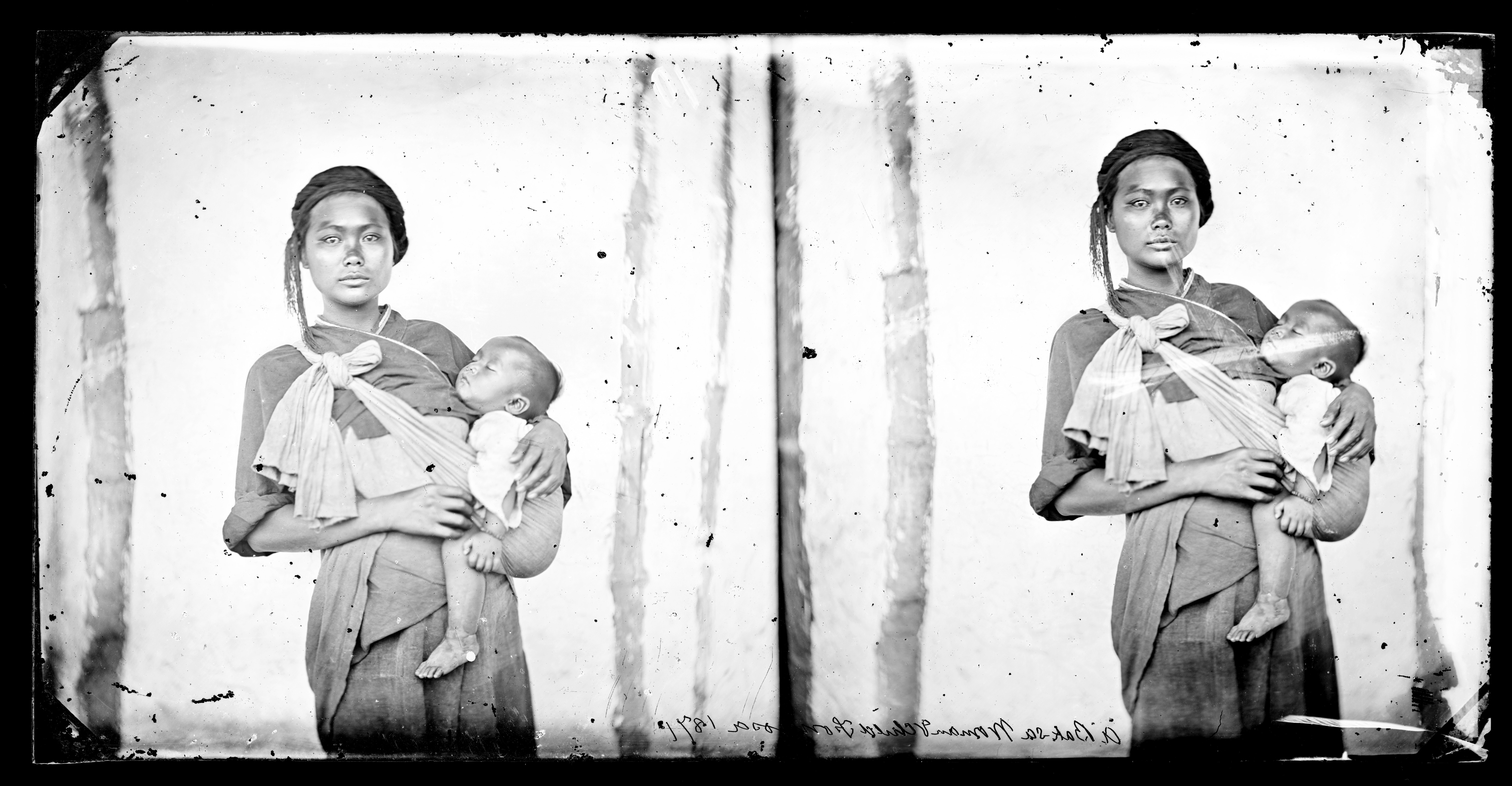
西拉雅族女子與嬰兒，1871年約翰·湯姆森攝於鳳山縣木柵里（今高雄市內門區）。根據湯姆生的圖說與後來的研究，他們並非母子

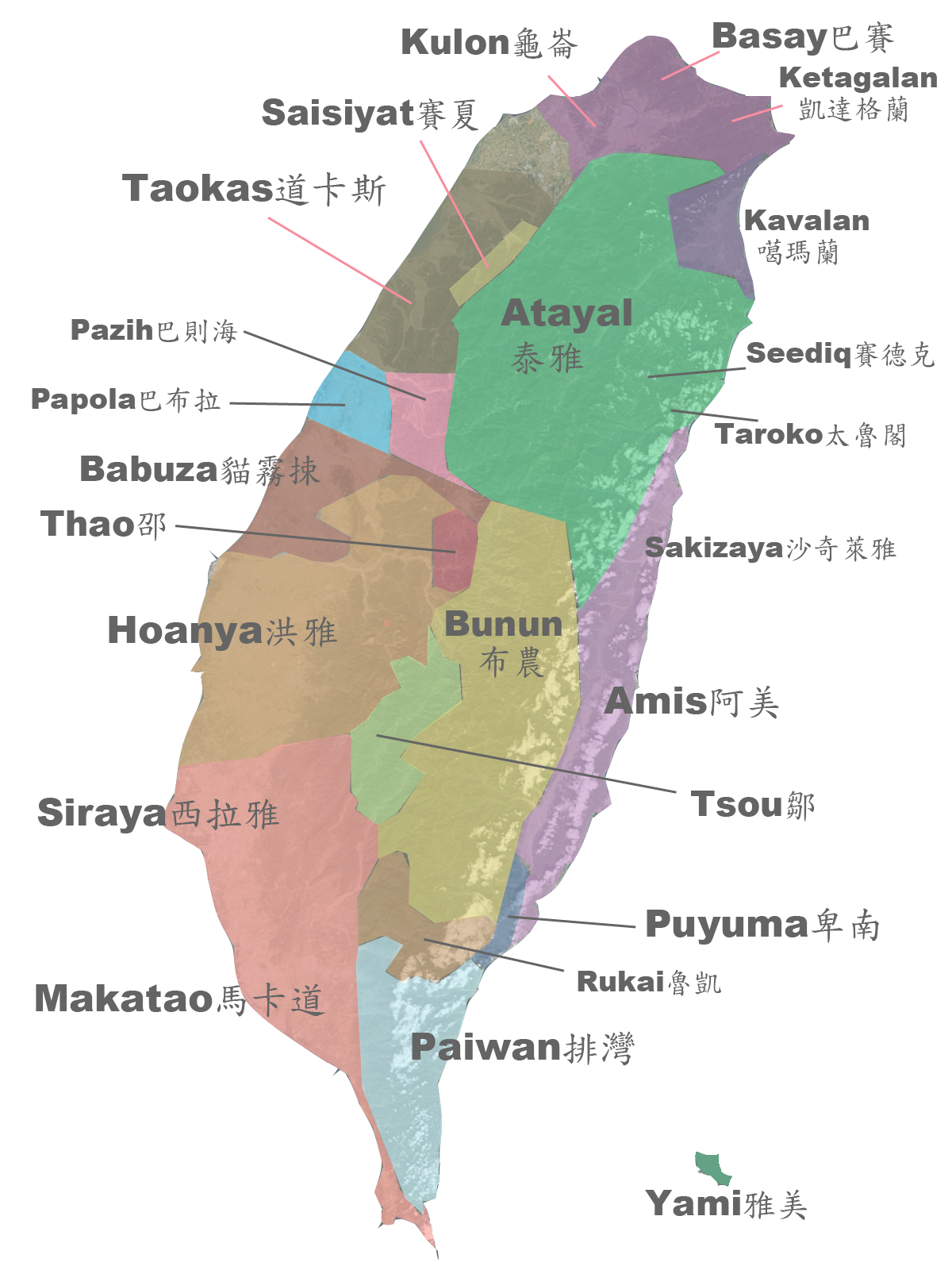
早期臺灣原住民族分佈圖

### 族群認定方式
原民會認為影響族群被完成認定的因素，通常包含了該族群的家譜蒐集狀況、歷史相關紀錄、和其具延續性質的語言和文化身份。隨著傳統文化非現代文明而缺乏的證明文件，或是族語因殖民國語言政策影響的消亡，等等許多因素都會使得族群被成功認定的機會很渺茫。但現在的民族復興及民族自覺趨勢，也促使很多原先生活在平地的原住民族，都開始企圖推動他們的文化復興。
其他還在推動政府認定的族群，都包含許多平埔族群。像是箕模族（Chimo）、噶哈巫族、馬卡道族、道卡斯族、巴布拉族、巴宰族和西拉雅族。過去在平埔族群申請認定的案件裡，僅有原先被歸類於平埔族群的噶瑪蘭族，和原本被錯誤歸類於阿美族的撒奇萊雅族成功正名。
然而這些正名活動，是否也導致相關族群被不適當地分割，在學界則並沒有形成共識。曾經太魯閣族先於賽德克族從泰雅族裡成功正名，使部分賽德克族人登記太魯閣族，卻在2008年11月22日時，約600名太魯閣族人再度重新登記成為賽德克族。當時在「賽德克族」與「太魯閣族」分別獨立的與否之中，人類學者和族人內部間有著兩極的聲音，但最終兩個獨立的族群也相互正面祝福，彼此致力於文化發展。
拉阿魯哇族與卡那卡那富族兩族總數合計約近1000人，以往被政府歸類為鄒族的「南鄒」。兩族於2009年開始正名連署，2010年與2011年相繼提出民族認定申請。後經行政院廣邀學者專家與地方機關代表召開審查會，針對法定程序、學理支撐與民意表現三層面展開討論。不但族人之間有著高度共識，也以原住民族基本法、政治大學研究報告作依據，終獲得支持通過正名。

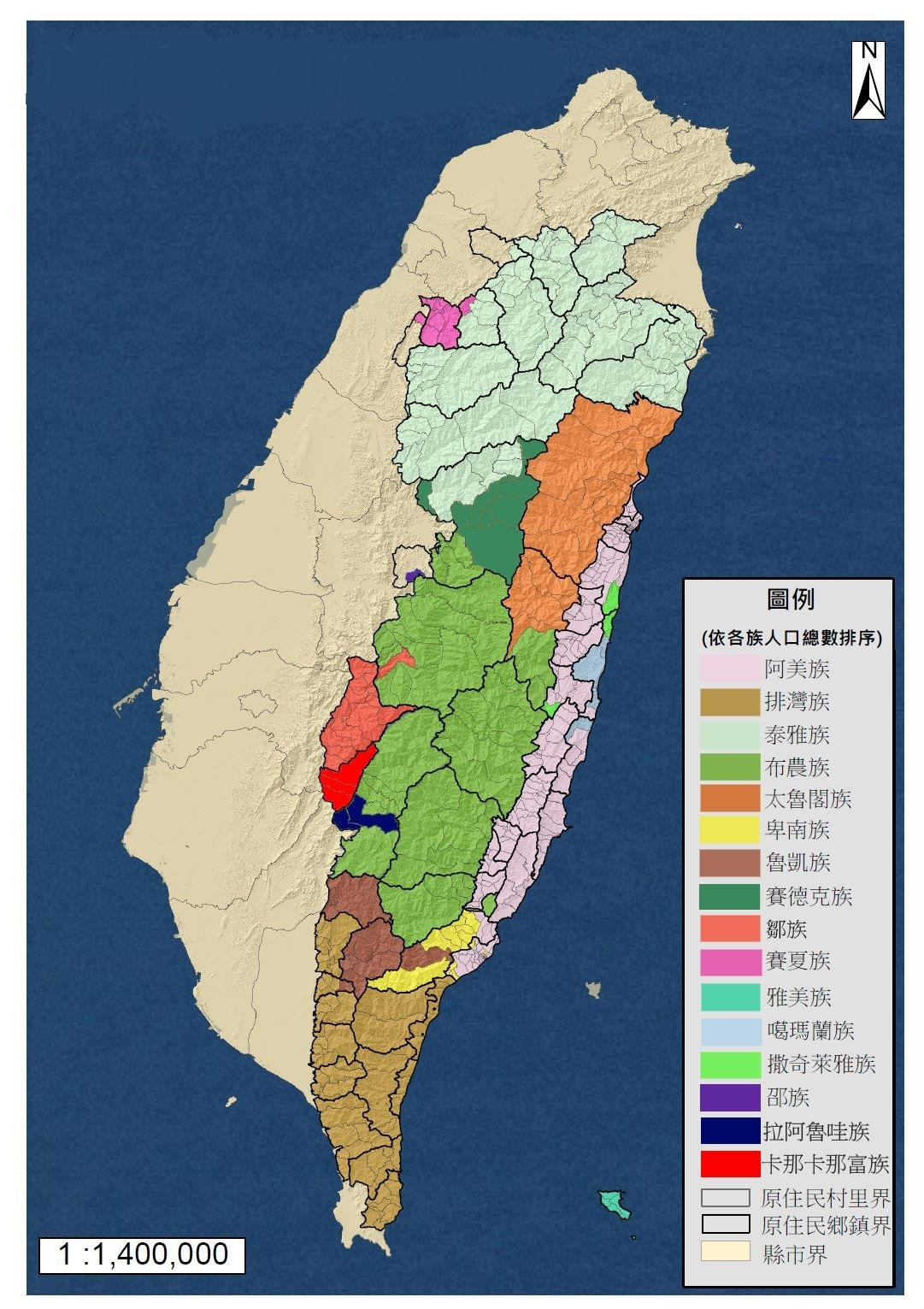
原住民族地區16族分布圖（細分至村里界）

### 中華民國政府認定之族群
原住民族族群列表如下：
| 族別         | 族語名稱             | 人口數（人） | 附註 |
| ------------ | -------------------- | ------------ | --- |
| 阿美族       | Pangcah (Amis)       | 224,516      | 始自日治時期日人九族劃分，:261948年國立臺灣大學民族學研究室官方劃分的九族之一。                                                        |
| 排灣族       | Payuan (Paiwan)      | 108,618      | 始自日治時期日人九族劃分，:261948年國立臺灣大學民族學研究室官方劃分的九族之一。                                                        |
| 泰雅族       | Tayal (Atayal)       | 97,987       | 始自日治時期日人九族劃分，:261948年國立臺灣大學民族學研究室官方劃分的九族之一。                                                        |
| 布農族       | Bunun                | 62,800       | 始自日治時期日人九族劃分，:261948年國立臺灣大學民族學研究室官方劃分的九族之一。                                                        |
| 卑南族       | Pinuyumayan (Puyuma) | 15,501       | 始自日治時期日人九族劃分，:261948年國立臺灣大學民族學研究室官方劃分的九族之一。                                                        |
| 魯凱族       | Drekay (Rukai)       | 13,902       | 始自日治時期日人九族劃分，:261948年國立臺灣大學民族學研究室官方劃分的九族之一。                                                        |
| 賽夏族       | SaiSiyat             | 7,080        | 始自日治時期日人九族劃分，:261948年國立臺灣大學民族學研究室官方劃分的九族之一。                                                        |
| 鄒族         | Cou (Tsou)           | 6,816        | 始自日治時期日人九族劃分，:261948年國立臺灣大學民族學研究室官方劃分的九族之一。原稱作「曹族」。                                        |
| 達悟族       | Tao                  | 4,923        | 始自日治時期日人九族劃分，:261948年國立臺灣大學民族學研究室官方劃分的九族之一。原稱作「雅美」（Yami），目前也有人改稱「達悟」（Tao）。 |
| 邵族         | Thao                 | 885          | 原被歸類為鄒族，後於2001年8月8日承認。                                                                                                 |
| 噶瑪蘭族     | Kebalan (Kavalan)    | 1,626        | 原被歸類成海岸阿美族，後於2002年12月25日承認。                                                                                         |
| 太魯閣族     | Truku (Taroko)       | 34,793       | 原被歸類成泰雅族德魯固群，後於2004年1月14日承認。                                                                                      |
| 撒奇萊雅族   | Sakizaya             | 1,099        | 原被歸類成奇萊阿美族，後於2007年1月17日承認。人口為向內政部申報者。                                                                    |
| 賽德克族     | Seediq               | 11,327       | 原被歸類成泰雅族，後於2008年4月23日承認。                                                                                              |
| 拉阿魯哇族   | Hla'alua (Saaroa)    | 477          | 世居高雄市桃源區與那瑪夏區。原被歸類成南鄒族，後於2014年6月26日合法承認。人口數為向內政部申報者。                                      |
| 卡那卡那富族 | Kanakanavu           | 436          | 世居高雄市那瑪夏區一帶。原被歸類成南鄒族，後於2014年6月26日合法承認。人口數為向內政部申報者。                                          |

另有其他尚未申報族別之原住民有8,868人。

### 台灣地方政府認定之族群
| 族別     | 族語文  | 人口數（人） | 附註 |
| -------- | ------- | ------------ | --- |
| 西拉雅族 | Siraya  | 12,478       | 2005年由臺南縣政府認定，臺南縣市合併改制後由臺南市政府延續。日治時期被歸類為熟番，但戰後未登記原住民，目前正爭取中央政府認定。之後2013年也由花蓮縣富里鄉鄉長正式認定為「鄉定原住民族」。西拉雅族在2022年經大法官釋憲正名成功，並要求原委會於3年內另立專法規範之。但該如何處理未來平埔族的身分跟權益問題，讓平埔族得到該有的保障，讓原住民族不擔心資源被稀釋，各方認知的差距仍大，短期難以得到共識。 |
| 大武壠族 | Taivoan | 337          | 2013年由花蓮縣富里鄉鄉長正式認定為「鄉定原住民族」。據學者推估人數應接近2萬人，為臺灣僅次於馬卡道族之未正名平埔原住民族。 |
| 馬卡道族 | Makatao | 1,803        | 2013年由花蓮縣富里鄉鄉長正式認定為「鄉定原住民族」。之後於2016年9月9日，屏東縣正式肯認馬卡道等平埔族群為「縣定原住民族」，並開放縣民依據日治時期戶籍謄本的「熟」註記登記。 |

### 尚未被識別與認定之族群
| 族別         | 族語文                   | 人口數（人） | 附註                             |
| ------------ | ------------------------ | ------------ | -------------------------------- |
| 巴布薩族     | Babuza                   | 1,000        | 李壬癸劃分的平埔族群之一。       |
| 虎尾壟族     | Favorlang                | 欠缺數據     | 巴布薩族的一支。                 |
| 凱達格蘭族   | Ketagalan                | 欠缺數據     | 李壬癸劃分的平埔族群之一。       |
| 巴賽族       | Basay                    | 1,000        | 凱達格蘭族支族。                 |
| 雷朗族       | Luilang                  | 100          | 巴賽族的一支。                   |
| 哆囉美遠族   | Trobiawan                | 欠缺數據     | 巴賽族的一支。                   |
| 里腦族       | linaw                    | 欠缺數據     | 巴賽族的一支。                   |
| 洪雅族       | Hoanya                   | 1,000        | 李壬癸劃分的平埔族群之一。       |
| 阿立昆族     | Arikun                   | 欠缺數據     | 與羅亞族同化，合稱洪雅族。       |
| 羅亞族       | Lloa                     | 200          | 與阿立昆族同化，合稱洪雅族。     |
| 龜崙族       | Kulon                    | 欠缺數據     | 李壬癸劃分的平埔族群之一。       |
| 巴布拉族     | Papora                   | 欠缺數據     | 李壬癸劃分的平埔族群之一。       |
| 道卡斯族     | Taokas                   | 2,000        | 李壬癸劃分的平埔族群之一。       |
| 巴宰族       | Pazih （Pazeh）          | 5,000        | 李壬癸劃分的平埔族群之一。       |
| 噶哈巫族     | Kaxabu                   | 600          | 被學者認為是巴宰族的一支。       |
| 猴猴族       | Qauqaut                  | 欠缺數據     | 被噶瑪蘭族所同化消失。           |
| 箕模族       | Chimo（Tjimur）          | 20,000       |                                  |
| 歐佈諾伙族   | 'oponoho                 | 400          | 屬魯凱族萬山群。                 |
| 古納達望族   | Kungadavane              | 欠缺數據     | 屬魯凱族多納群。                 |
| 得樂日卡族   | Teldreka                 | 欠缺數據     | 屬魯凱族茂林群。                 |
| 達谷布亞努族 | Takupuyanu （Takopulan） | 欠缺數據     | 布農族蘭社群，已被鄒族同化消失。 |
| 斯卡羅族     | Seqalu                   | 欠缺數據     | 排灣化的卑南族，又稱瑯嶠十八番。 |
| 宜蘭噶瑪蘭族 | Kebalan （Kavalan）      | 1,000多      | 宜蘭縣境內的噶瑪蘭族。           |

## 文化危機

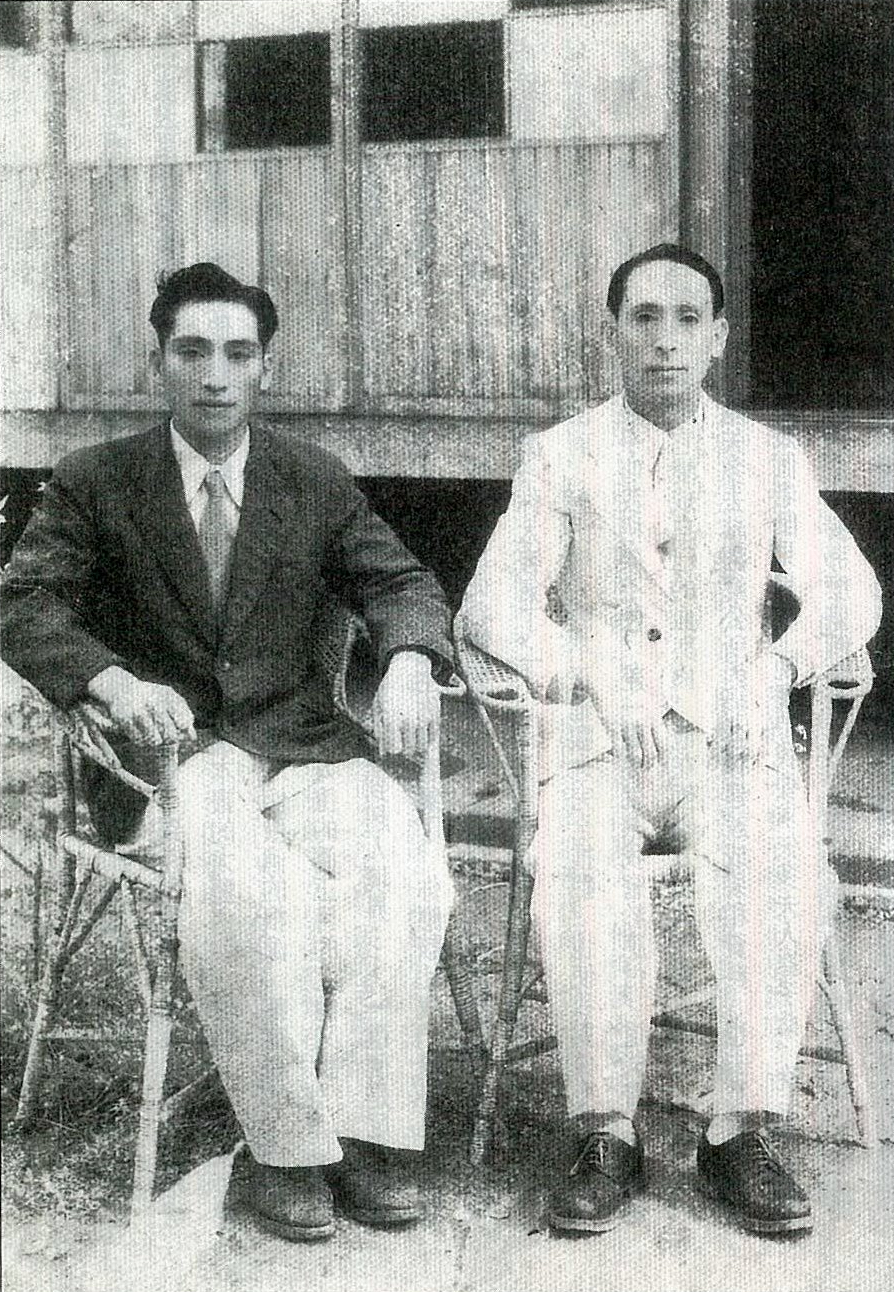
曾領導參與二二八事件的鄒族領袖高一生（右）與湯守仁（左）均於1954年遭殺害

2010年台澎金馬各六歲以上在家中有使用該語言（可複選語言）者，於所在的鄉鎮市區人口中所佔之比例

荷蘭文獻中紀錄了早期台灣西部平埔族人口數量，當時平埔族各社人口不多，1000人就是大社，如新竹地區最大的竹塹社人口也僅500餘人，記錄中最大的蕭壠社也才2000人。根據清朝官員和日本臺灣總督府的相關文獻記載，從17世紀至20世紀前期，由於與漢人移民土地、交易等種種糾紛，臺灣原住民時常對漢人出草，亦即襲殺並將之獵首，對此的回應，漢人也往往屠殺原住民，並有番膏一俗，因此使得臺灣原住民人口增加不多。有關台灣平埔族群的人口統計，最早見於荷治時代其控制地區的戶口調查表，當時的總數大約在4-6萬之間。日治時代的幾次調查，也約略在4-6萬之間。
考古學、語言學和其他方面的證據顯示，臺灣原住民族經歷了一連串的文化變遷，來面對因接觸其他社會實體或是新科技所帶來的壓力。17世紀早期，在經由歐洲、亞洲殖民政權的競爭，將臺灣納入廣闊的全球經濟範疇之下，原住民族面對了文化上的變遷。在某些案例中，一些臺灣原住民族群奮力抵抗外來殖民力量的影響，但其他的族群或個體則是和外來的殖民力量相結盟。這種結盟關係有可能是要獲取個人或是部落全體的利益，而且結盟關係還遠大於鄰近部落的結盟關係，或是從不合時宜的社會風俗或是禁忌（如婚姻、年齡階層或是出生等）之中獲得自由。
在各個政權積極加強同化政策的影響力之下，原住民族找到了和其他文化更大的接觸機會。這種同化和適應的過程有時會尾隨著廣泛的社會潮流，尤其是種族標記的變遷（例如裹腳、飲食習慣和衣著），而且這些過程也在以前的臺灣有著識別族群的功能。而這種過程的更替和變遷引起了從以前被認定的「番」文化到有佔強勢地位之儒家「漢」文化的巨大變化。在大日本帝國和中華民國等中央集權式現代政府的政策之下，社會達爾文主義和被認為是有教養的指導教育，以及宗譜文化和其他關於種族同化的相關傳統思想等概念，深耕其中。
目前，很多文化適應的形式仍然運作著。舉例來說，中央集權政府實行單一語言政策時，會將該語言貼上經濟和社會的優勢語文的標籤（如漢語和日語），使得人們紛紛去學習這一個語言；隨著時間經過，本土語言逐漸被忽略，甚至消失。然而，有一些團體正在尋求復甦他們的本土身份。而其中一個重要的政策則是向政府請願，期望能獲得官方認證，成為一個獨立和可識別的新族群。
而在原住民族適應文化上的複雜性和廣泛性質，導致了對於臺灣族群變遷上3種一般性的論述。最古老的論述緊抓著在17世紀從福建和廣東兩地遷居臺灣的漢民族，迫使平地的原住民族遷居山地，成為今日的高山原住民族。比較近代的觀點則聲稱，在17世紀到19世紀漢民族和原住民族的廣泛通婚，使得原住民族徹底被漢化。最後，一項現代的民族學和人類學的研究顯示，文化變遷的模式可以互相影響著漢民族和原住民族，最終形成了混合文化。現在臺灣的漢族文化比起其他漢族文化有很大的不同，也是基於這個原因。
據自日治時期所沿襲下來的戶籍資料顯示，1960年代以前臺灣原住民（含平埔族群）極少和漢人通婚 。
各種不同的原因，導致了原住民的漢化。給予漢族名字是在臺灣原住民族中慢慢灌輸儒家價值的一種必須的步驟，而儒家價值是以漢族為主體的清政府辨認和操控一個完整人民的價值。在漢族社會的價值觀裡，姓氏凸顯了從漢族神話當中，自黃帝和五帝以來，父系祖先連結的明顯合法標記。因此，持有漢名可以得到比外族人身份更高的經濟和社會利益，並輕視非漢族身份或混血者。在某些例子當中，原住民所採用的姓氏「潘」，可能和「番」同等為他們特定狀態的一種變化。平埔族群之巴宰族的其中一個家族，透過福建省的血統，成為了地主紳士階級的一員。在其他的例子當中，平埔族群採用平常的漢族姓氏，但也可以探討出在臺灣的祖先為何。
在許多例子當中，大型的移民漢人會和同姓氏的人結合，組成同宗團體。這種同宗團體曾經是防禦方式的一種，因為許多宣誓成員，使用的是一種「血誓」的方式，宣誓在需要的時候，必須幫助其他的兄弟。而同宗團體利用這種姓氏的連結去形成家族樹，本質上是製造了一個有別於血親的系譜，代替了常見於中國的真正血親組織。許多平埔族群加入了這種同宗團體，去獲取團體的保護，例如得到保險證書去對抗地區性的鬥爭。

## 傳統習俗

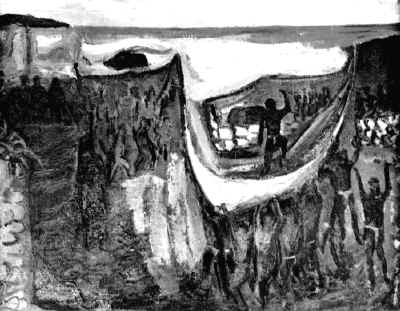
飛魚祭，由御園生暢哉在1940年所作，曾入選第三回臺灣總督府美術展

原住民族相信萬物皆有靈，通常由巫師負責和神靈溝通。其中祖靈被認為最能影響族人的吉凶禍福，原住民族人相信祖靈居住在山上，會保護族人的農作物收穫豐盛，因此最受原住民敬畏。以西拉雅族為例，他們崇拜祖靈的場所，稱為「公廨」。該族的「祀壺信仰」，就是將裝有清水的壺、罐置於公廨裡，象徵祖靈的存在。各族都有自己獨特的祭典，例如：布農族的「打耳祭」（以箭射獸耳禱求獵穫豐收）與「小米祭」；賽夏族每二年舉辦一次「矮靈祭」、十年舉辦一次的大祭；達悟族的「飛魚祭」；排灣族人每五年舉辦一次「五年祭」（祖靈祭) 、（Maljeveq) ，每年舉行「年祭」（收穫祭)  （Masalut)  ；阿美族的「豐年祭」與「海神祭」。此外，卑南族重要的祭儀有「大獵祭」、男性的「猴祭」及女性的「鋤草祭」等。拉阿魯哇族相信祖靈依附在收藏的貝珠中，因而有「貝神祭」；鄒族則有「戰祭」，魯凱族則有「收穫祭」。
| 時間                           | 祭典名稱                         | 族別               | 舉辦地點                                                                     | 備註                                                      |
| ------------------------------ | -------------------------------- | ------------------ | ---------------------------------------------------------------------------- | --------------------------------------------------------- |
| 1月1日-15日                    | 貝神祭                           | 拉阿魯哇族         | 高雄市                                                                       | 原為2年舉辦一次，但為了文化傳承，自1994年起改為每年舉行。 |
| 1-2月不定                      | 聯合年祭                         | 卑南族             | 台東縣，由卑南族各部落輪辦                                                   | 目的為促進部落間交流                                      |
| 農曆1月15日                    | 夜祭                             | 馬卡道族           | 屏東縣萬巒鄉加匏朗部落                                                       |                                                           |
| 農曆1月15日                    | 查某暝                           | 大武壠族           | 高雄市甲仙區小林部落                                                         |                                                           |
| 2月                            | 瑪雅斯比（Mayasvi，亦譯為戰祭）  | 鄒族               | 阿里山鄉特富野部落、達邦部落                                                 | 兩大社輪流舉行                                            |
| 農曆2月                        | 作豚                             | 凱達格蘭族         | 新北市                                                                       |                                                           |
| 農曆2月8日                     | 巴代祭祖                         | 道卡斯族           | 苗栗縣後龍鎮新港部落                                                         |                                                           |
| 3月                            | 飛魚祭                           | 達悟族             | 台東縣蘭嶼鄉                                                                 |                                                           |
| 3-4月                          | 海祭                             | 噶瑪蘭族           | 花蓮縣豐濱鄉新社村                                                           |                                                           |
| 4月                            | 飛魚祭                           | 達悟族             | 台東縣蘭嶼鄉                                                                 |                                                           |
| 4月                            | 除草完工祭                       | 卑南族             | 台東縣卑南鄉普悠瑪部落（南王部落）                                           |                                                           |
| 4月                            | 打耳祭                           | 布農族             | 台東縣延平鄉、高雄市那瑪夏區                                                 |                                                           |
| 4月                            | 傳統民俗活動                     | 布農族             | 台東縣海端鄉                                                                 |                                                           |
| 農曆3月15日                    | 禁向                             | 大武壠族           | 高雄市甲仙區小林部落                                                         |                                                           |
| 農曆3月16日                    | 禁向                             | 大武壠族           | 高雄市甲仙區阿里關部落                                                       |                                                           |
| 農曆3月26日                    | 禁大向                           | 大武壠族           | 高雄市甲仙區小林部落                                                         |                                                           |
| 農曆3月29日                    | 換年                             | 西拉雅族           | 台南市東山區吉貝耍部落                                                       |                                                           |
| 5月                            | 聯合豐年祭                       | 布農族             | 台東縣延平鄉                                                                 |                                                           |
| 5月                            | 海神祭                           | 阿美族             | 花蓮縣豐濱鄉大港口村                                                         |                                                           |
| 6月                            | 捕魚節                           | 阿美族             | 花蓮縣                                                                       |                                                           |
| 7-8月                          | 小米收穫祭、海祭                 | 卑南族             | 台東縣知本部落、南王部落                                                     |                                                           |
| 7月                            | 小米收穫祭                       | 鄒族               | 阿里山鄉                                                                     |                                                           |
| 7月                            | 收穫節、迎賓節                   | 達悟族             | 台東縣蘭嶼鄉                                                                 |                                                           |
| 農曆7月初                      | 祭拜祖靈                         | 拍瀑拉族           | 南投縣埔里鎮                                                                 |                                                           |
| 農曆7月20日-22日               | 祭祖                             | 洪雅族             | 南投縣埔里鎮                                                                 |                                                           |
| 7-8月                          | 豐年祭（Ilisin）                 | 阿美族             | 由南至北，七月多台東縣境內，八月多花蓮縣境內部落                             |                                                           |
| 7-8月                          | 年祭(收穫祭)(Masalut)            | 排灣族             | 屏東縣、台東縣                                                               |                                                           |
| 7-8月                          | 收穫祭                           | 魯凱族             | 屏東縣、台東縣                                                               |                                                           |
| 8月                            | 瑪雅斯比                         | 鄒族               | 阿里山鄉達邦部落                                                             |                                                           |
| 8月                            | 豐年祭                           | 邵族               | 南投日月潭                                                                   |                                                           |
| 農曆8月2日                     | 祖靈祭                           | 拍瀑拉族           | 台中市沙鹿區沙轆社                                                           | 每年於沙鹿區普善寺舉行祭儀                                |
| 農曆8月15日                    | 牽田祭                           | 道卡斯族           | 苗栗縣新港部落、南投縣埔里鎮                                                 |                                                           |
| 農曆8月15日                    | 祭祖                             | 巴布薩族           | 彰化縣埤頭鄉、南投縣埔里鎮                                                   |                                                           |
| 8月                            | 豐年祭                           | 撒奇萊雅族         | 花蓮縣花蓮市撒固兒、達固湖灣部落，豐濱鄉磯崎部落                             |                                                           |
| 7~8月                          | 祖靈祭（maho）                   | 泰雅族             |                                                                              |                                                           |
| 農曆9月1日                     | 開天地向                         | 西拉雅族           | 台南市東山區頭社                                                             |                                                           |
| 農曆9月4日～5日                | 阿立母夜祭                       | 西拉雅族           | 台南市東山區吉貝耍部落                                                       |                                                           |
| 農曆9月5日                     | 孝海祭                           | 西拉雅族           | 台南市東山區吉貝耍部落                                                       |                                                           |
| 10月                           | 火神祭（Palamal）                | 撒奇萊雅族         | 花蓮縣花蓮市                                                                 |                                                           |
| 10月                           | 五年祭（祖靈祭）（Maljeveq）     | 排灣族             | 屏東縣來義鄉、台東縣達仁鄉                                                   |                                                           |
| 10月                           | 感恩祭、祖靈祭                   | 太魯閣族           | 花蓮縣秀林鄉、萬榮鄉                                                         |                                                           |
| 10月                           | 生命豆季                         | 鄒族               | 嘉義縣阿里山鄉                                                               | 原非傳統祭典，現為舉辦傳統婚禮的觀光活動                  |
| 10月                           | 米貢祭                           | 卡那卡那富族       | 高雄市那瑪夏區                                                               |                                                           |
| 農曆9月14日～15日              | 夜祭                             | 大武壠族           | 台南市白河區六重溪部落                                                       |                                                           |
| 農曆9月15日                    | 夜祭／開向                       | 大武壠族           | 高雄市甲仙區阿里關部落、小林部落；高雄市六龜區荖濃部落；花蓮縣富里鄉大庄部落 |                                                           |
| 農曆9月15日                    | 太祖三姐妹聖誕                   | 大武壠族、西拉雅族 | 台南市楠西區灣丘部落                                                         |                                                           |
| 農曆10月1日                    | 開曲向                           | 西拉雅族           | 台南市東山區頭社                                                             |                                                           |
| 農曆10月14日～15日             | 夜祭                             | 西拉雅族           | 台南市東山區頭社                                                             |                                                           |
| 農曆10月15日                   | 夜祭                             | 馬卡道族           | 屏東縣內埔鄉老埤部落                                                         |                                                           |
| 11月                           | 巴斯達隘（paSta'ay，俗稱矮靈祭） | 賽夏族             | 新竹縣五峰鄉高峰部落、苗栗縣南莊鄉向天湖                                     | 每二年舉行一次、每十年舉行大祭                            |
| 11月                           | 聯合祭典                         | 泰雅族             | 苗栗縣泰安鄉                                                                 |                                                           |
| 11月1日-30日之間               | 黑米祭(Tapakadrawane)            | 古納達望族         | 高雄市茂林區多納里                                                           | 魯凱族多納部落                                            |
| 12月                           | 少年年祭（舊稱猴祭）             | 卑南族             | 台東縣南王部落、知本部落、建和部落                                           | 與大狩獵祭聯合稱為年祭（南王部落）                        |
| 農曆11月15日                   | 夜祭                             | 馬卡道族           | 屏東縣高樹鄉加蚋埔部落                                                       |                                                           |
| 農曆11月15日（前後約7天-10天） | 祖靈祭（Azem，過年）             | 噶哈巫族           | 南投縣守城份、蜈蚣崙、牛眠山和大湳等部落                                     |                                                           |
| 農曆11月15日                   | 過年祭（Aiyen，過新年）          | 巴宰族             | 三義鄉鯉魚國小、埔里鎮國立暨大附中                                           | 近年來多提前在11月星期六舉行                              |
| 12月                           | 大（狩）獵祭                     | 卑南族             | 台東縣卑南族各部落                                                           |                                                           |

## 原住民研究

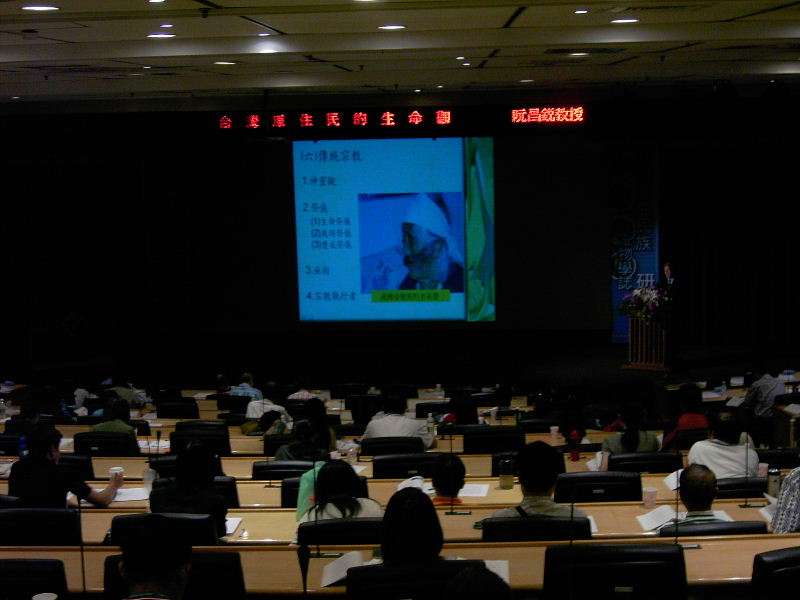
第一屆臺灣原住民族生物學誌研討會實況

臺灣原住民研究始於日治時期。1898年，人類學者伊能嘉矩首度提出了臺灣原住民的分類體系，將臺灣原住民分為「4群8族11部」，並說明各族的分佈區域與文化特質。伊能嘉矩所建立的原住民分類體系，在歷經若干修正之後，一直沿用到今日。
除了伊能嘉矩，戰前尚有鳥居龍藏、森之助、鹿野忠雄、移川子之藏、宮本延人、馬淵東一等學者在臺灣各地從事原住民的調查與研究；原住民傳統建築家屋則以千千岩助太郎為先驅；語言學的研究則以小川尚義與淺井惠倫為先驅。
2006年6月29日，由行政院原住民族委員會主辦、國立臺灣大學原住民族研究中心執行、國立臺灣大學第二學生活動中心國際會議廳舉行第一屆臺灣原住民族生物學誌研討會，揭櫫「原住民族生物學誌通論」、「臺灣原住民的動物利用」與「臺灣原住民族的植物利用」三個面向，是臺灣原住民族與臺灣本土其他物種互動研究、與強化臺灣原住民傳統智慧之法律保障訴求之論壇平台的起始點。

## 原住民運動
1980年代以來，原住民運動也在臺灣民主化的過程中崛起，有鑑於過去「番」、「蕃」等歧視性的稱呼有礙於原住民族內部意識的覺醒、也不利於主流漢人社會對於過去刻板印象的掃除，因此，包括台東卑南族領袖南志信和泰雅族領袖林瑞昌在內，戰後初期台灣各族原住民普遍以「台灣族」自稱，以替代過去漢人及日本人在各個時期對他們亦或是出於歧視亦或是出於便宜行事所採用的他稱。
《中華民國憲法》於2000年第六次增修時，於增修第十條〈基本國策〉中，正式承認「原住民族」的民族權，於第十一項指出「國家肯定多元文化，並積極維護發展原住民族語言及文化」；第十二項更規定：「國家應依民族意願，保障原住民族之地位及政治參與，並對其教育文化、交通水利、衛生醫療、經濟土地及社會福利事業予以保障扶助並促其發展，其辦法另以法律定之。」，成為原住民族自治權的憲法依據。
中華民國立法院則於2005年1月通過《原住民族基本法》，確認原住民自治權。其中，第四條明定：「政府應依原住民族意願，保障原住民族之平等地位及自主發展，實行原住民族自治；其相關事項，另以法律定之。」2016年原住民族日，中華民國總統蔡英文以國家元首身分代表政府向台灣原住民族道歉。

### 原住民身份

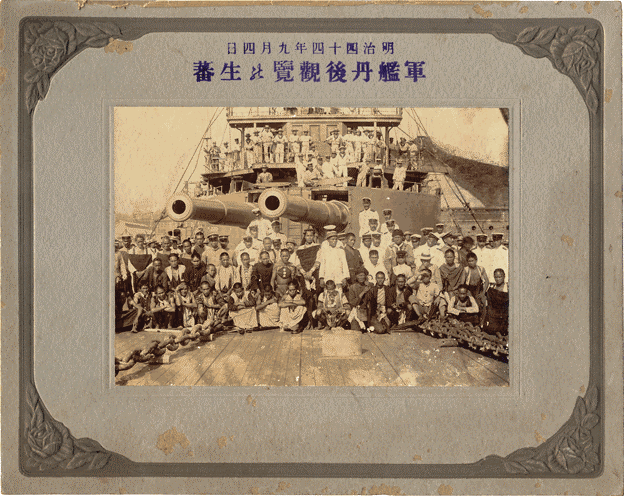
1911年臺灣原住民領袖參觀日本丹後軍艦

日治時期的平埔族群在伊能嘉矩調查後，被確認出來，戶口上多註記為「熟」，即「熟蕃」，後為尊重，正名「平埔族」，與福（福建族，即閩南人）、廣（廣東族，即客家人）、漢（其他漢族）、高（高砂族）都列為「本島人」。中國國民黨領導下的中華民國政府遷臺後沿襲日人的山地政策，但僅高砂族在法律上被歸類為「山胞」，亦即今天的原住民人口。目前臺灣具有原住民身份的原住民個人被區別為「山地原住民」與「平地原住民」，此種分類與「平埔族」與「高砂族」的劃分不同。目前為官方所承認的十六族原住民族中，僅有噶瑪蘭族屬於平埔族，且僅包含原本被日治時期人類學者誤為阿美族而日後取得原住民身份的噶瑪蘭人及其子嗣，至於原本被日人劃分為平埔族，而目前不具有原住民身份的族人並不因為噶瑪蘭族取得民族地位而改變其非原住民身份。2022年10月28日，中華民國憲法法庭針對西拉雅族正名案宣告現行的《原住民身分法》違憲，同屬南島語系民族的所有台灣原住民族，具有「民族文化特徵」、「族群認同」及「客觀歷史紀錄」三項判準，都可依民族意願申請核定為「原住民族」，並要求相關機關於3年內完成修法。而在本土文化運動下，當代臺灣平埔族人要求族群「復名」或「正名」聲浪不斷。。

行政院核定之「臺灣原住民族地區」
山地原住民族地區（山地鄉、直轄市山地原住民區）、平地原住民族地區

## 原住民族電視台

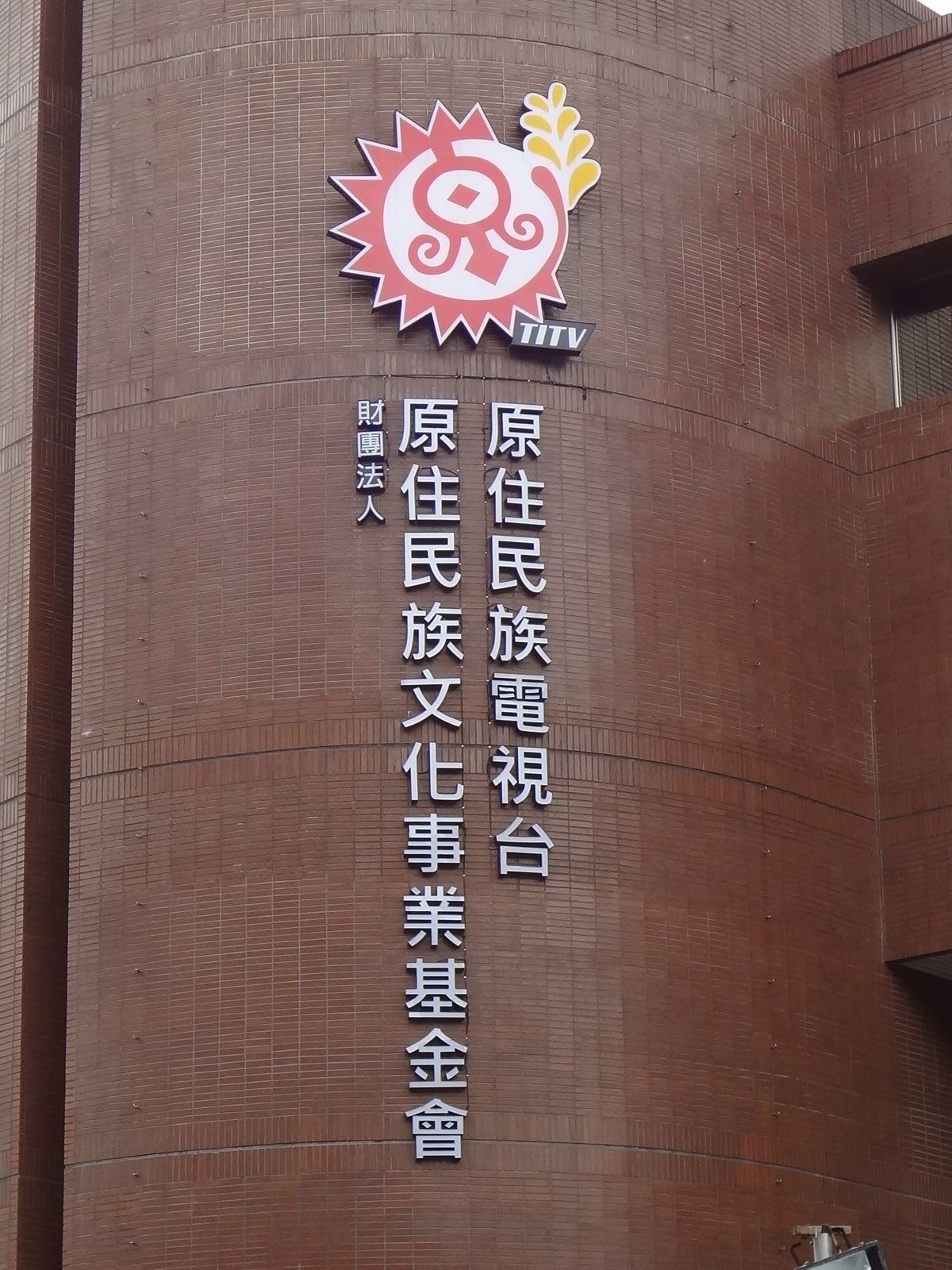
原住民族電視臺招牌

1997年，立法院通過《原住民族教育法》，明文要求政府應編列預算成立原住民族專屬頻道。2005年7月1日，原住民族電視台正式開播，定頻於有線電視第16台頻道，目的在於給予弱勢的原住民族自主發聲權，為亞太地區繼澳洲之後成立的第二個原住民電視台。開播之前，行政院原住民族委員會已於原住民部落家戶免費設置衛星接收設備，同時委託公共電視與台視進行原住民電視人才培訓。原住民族電視台先後曾委由台視文化公司及東森媒體集團營運。2007年，原住民電視台納入臺灣公共廣播電視集團，成為完全的公共服務頻道，2014年1月1日脫離臺灣公共廣播電視集團，由原住民族文化事業基金會接手營運管理。

## 統計

### 人口統計
2019年2月原住民人口數統計資料 （页面存档备份，存于）

### 依縣市分佈
| 縣市   | 原住民人口 | 總人口     | 比率   |
| ------ | ---------- | ---------- | ------ |
| 花蓮縣 | 91,537     | 333,733    | 27.42% |
| 臺東縣 | 79,674     | 225,061    | 35.40% |
| 屏東縣 | 58,273     | 849,794    | 6.85%  |
| 桃園市 | 69,277     | 2,136,702  | 3.24%  |
| 新北市 | 53,085     | 3,959,855  | 1.34%  |
| 南投縣 | 28,679     | 515,345    | 5.56%  |
| 新竹縣 | 20,913     | 535,307    | 3.90%  |
| 臺中市 | 30,607     | 2,711,252  | 1.12%  |
| 高雄市 | 32,135     | 2,777,318  | 1.15%  |
| 宜蘭縣 | 16,477     | 458,877    | 3.59%  |
| 臺北市 | 15,391     | 2,695,007  | 0.57%  |
| 苗栗縣 | 11,136     | 566,818    | 1.96%  |
| 基隆市 | 8,923      | 373,721    | 2.38%  |
| 嘉義縣 | 5,760      | 526,469    | 1.09%  |
| 彰化縣 | 5,243      | 1,292,599  | 0.40%  |
| 雲林縣 | 2,164      | 706,941    | 0.30%  |
| 新竹市 | 3,637      | 430,644    | 0.84%  |
| 臺南市 | 6,849      | 1,883,451  | 0.36%  |
| 嘉義市 | 933        | 270,885    | 0.34%  |
| 金門縣 | 850        | 125,089    | 0.67%  |
| 澎湖縣 | 413        | 101,110    | 0.40%  |
| 連江縣 | 173        | 12,438     | 1.39%  |
| 總計   | 550,924    | 23,404,243 | 2.29%  |

### 依鄉鎮市區分佈
| 鄉鎮市區       | 原住民人口 | 總人口  | 比率   |
| -------------- | ---------- | ------- | ------ |
| 新北市烏來區   | 2,773      | 6,164   | 44.99% |
| 桃園市復興區   | 7,943      | 11,120  | 71.43% |
| 新竹縣尖石鄉   | 8,264      | 9,498   | 87.01% |
| 新竹縣五峰鄉   | 4,239      | 4,712   | 89.96% |
| 南投縣仁愛鄉   | 12,646     | 15,852  | 79.78% |
| 南投縣信義鄉   | 9,607      | 16,803  | 57.17% |
| 屏東縣來義鄉   | 7,423      | 7,645   | 97.10% |
| 屏東縣瑪家鄉   | 6,435      | 6,707   | 95.94% |
| 屏東縣泰武鄉   | 5,117      | 5,268   | 97.13% |
| 屏東縣春日鄉   | 4,654      | 4,873   | 95.51% |
| 屏東縣獅子鄉   | 4,643      | 4,873   | 95.28% |
| 屏東縣牡丹鄉   | 4,527      | 4,855   | 93.24% |
| 屏東縣霧台鄉   | 3,347      | 3,417   | 97.95% |
| 屏東縣三地門鄉 | 7,363      | 7,767   | 94.80% |
| 宜蘭縣南澳鄉   | 5,412      | 6,125   | 88.36% |
| 宜蘭縣大同鄉   | 5,083      | 6,121   | 83.04% |
| 花蓮縣吉安鄉   | 14,870     | 82,589  | 18.00% |
| 花蓮縣秀林鄉   | 13,682     | 13,674  | 88.22% |
| 花蓮縣花蓮市   | 11,875     | 106,393 | 11.16% |
| 花蓮縣玉里鎮   | 7,809      | 25,359  | 30.79% |
| 花蓮縣光復鄉   | 6,955      | 13,381  | 51.98% |
| 花蓮縣萬榮鄉   | 6,286      | 6,525   | 96.34% |
| 花蓮縣卓溪鄉   | 5,903      | 6,193   | 95.32% |
| 花蓮縣新城鄉   | 6,351      | 20,277  | 31.32% |
| 花蓮縣壽豐鄉   | 5,774      | 18,231  | 31.67% |
| 花蓮縣瑞穗鄉   | 4,725      | 12,066  | 39.16% |
| 花蓮縣豐濱鄉   | 3,806      | 4,684   | 81.26% |
| 臺東縣臺東市   | 21,232     | 106,908 | 19.86% |
| 臺東縣成功鎮   | 7,848      | 14,907  | 52.65% |
| 臺東縣長濱鄉   | 4,717      | 7,730   | 61.02% |
| 臺東縣卑南鄉   | 6,538      | 17,674  | 36.99% |
| 臺東縣東河鄉   | 4,686      | 8,981   | 52.18% |
| 臺東縣蘭嶼鄉   | 4,200      | 4,977   | 84.39% |
| 臺東縣海端鄉   | 4,115      | 4,371   | 94.14% |
| 臺東縣大武鄉   | 3,736      | 6,529   | 57.22% |
| 臺東縣金峰鄉   | 3,530      | 3,665   | 96.32% |
| 臺東縣達仁鄉   | 3,389      | 3,705   | 91.47% |
| 臺東縣延平鄉   | 3,324      | 3,613   | 92.00% |
| 臺東縣太麻里鄉 | 5,095      | 11,486  | 44.36% |

### 引用
1. ↑  . 內政部全球資訊網-中文網. 2025-02-03  [2025-03-11] （中文（臺灣））.
2. ↑  第七次全国人口普查成果 （页面存档备份，存于）中华人民共和国国家统计局.
3. ↑  主計處99年人口及住宅普查原住民族補充報告提要分析，第17頁 -  （页面存档备份，存于），引用於2015年8月
4. ↑  .   [2017-04-08]. （原始内容存档于2017-04-08）.
5. ↑  陳芷凡, 再現福爾摩沙──西人遊歷筆記中的臺灣原住民 （页面存档备份，存于），原住民族委員會原住民族文獻會
6. ↑  陳耀昌, 福爾摩沙三族記 （页面存档备份，存于），遠流出版社，2012/01/01
7. ↑  蘭伯特（Lambert van der Aalsvoort），林金源 譯，風中之葉：福爾摩沙見聞錄（Leaf in the Wind），經典雜誌出版社，2002-08-13
8. ↑  .   [2023-12-20]. （原始内容存档于2021-03-01）.
9. ↑  .   [2017-09-06]. （原始内容存档于2017-09-06）.
10. ↑  Blust 1999
11. ↑  Hill et al. 2007、Bird, Hope & Taylor 2004  （页面存档备份，存于）
12. ↑  .   [2012-10-13]. （原始内容存档于2014-08-10）.五、六千年前，與現存原住民族群有直接的血緣關係的民族，先後陸續的由華南或東南亞移居到臺灣島，之後又遷徙擴散到大洋洲群島。
13. ↑  臺灣原住民族與世界南島語系民族的關係 （页面存档备份，存于），中華民國行政院原住民族委員會
14. ↑  臺灣血液之母林媽利一滴血幫你找祖先，聯合新聞網, 2011.11.15 的存檔，存档日期2013-12-23.
15. ↑  閩客族群85％有原住民血統 的存檔，存档日期2012-10-14.，自由時報, 2007年11月18日
16. ↑  Elizabeth Zeitoun、Ching-Hua Yu，"The Formosan Language Archive: Linguistic Analysis and Language Processing （页面存档备份，存于），Computational Linguistics and Chinese Language Processing，Vol. 10，Issue 2，第167－200頁，2005年
17. ↑  Blust1999
18. ↑  . The American Journal of Human Genetics. 2011, 88 (2).
19. ↑  Bellwood, Peter. . Honolulu: University of Hawai'i Press. 1997  [2011-07-09] （英语）.
20. ↑  . 臺灣原住民數位博物館. 國立臺灣史前文化博物館.   [2022-01-05]. （原始内容存档于2022-01-05）.
21. 1 2  詹素娟, Sujuan. . 玉山社. 2019年. ISBN 9789862942307.
22. 1 2  Emma Jinhuang Teng，Taiwan's Imagined Geography: Chinese Colonial Travel Writing and Pictures, 1683－1895，哈佛大學出版社，Cambridge MA，2004年，ISBN 978-0-674-01451-0
23. 1 2  中村孝志. . 板橋市: 稻鄉. ISBN 957-9628-60-2.
24. ↑  翁佳音(1992)。被遺忘的臺灣原住民史─Quata（大肚番王）初考。臺灣風物，42(4)，145-188。
25. ↑  林修澈. . 臺灣原住民族資訊資源網.   [2021-01-18]. （原始内容存档于2022-01-05）.
26. ↑  . 原住民族電視台. 2018-06-30  [2018-07-04]. （原始内容存档于2022-03-16）.
27. ↑  大隘開拓史 （页面存档备份，存于） - 北埔精神-北埔事件 - 新竹縣北埔鄉鄉公所
28. ↑  . nrch.culture.tw.   [2019-05-05]. （原始内容存档于2021-01-06）.
29. ↑  廖子翔. . 淡江大學建築學系碩士班碩士論文 (新北市: 淡江大學). 2009 （中文（臺灣））.
30. ↑  張耀宗. . 台灣原住民教育理論與實務學術研討會. 教育部、行政院原住民族委員會. 2007年. （原始内容使用|archiveurl=需要含有|url= (帮助)存档于2022-01-05）.
31. ↑  黃智慧.  (PDF). 《台灣原住民族研究學報》 (花蓮縣: 東華大學原住民民族學院 台灣原住民族研究學會). 2011, 1 (4): 139–174  [2020-07-21]. （原始内容存档 (PDF)于2020-07-21）.
32. ↑  〈臺灣省民政廳通報禁止使用高山族名稱〉，《臺灣省政府公報》36年夏字第七十八期，P.548
33. ↑  〈電各縣市政府為民間稱呼山地同胞不得仍用「高山族」、「高砂族」、「蕃族」等名稱，希飭屬注意糾正〉，《臺灣省政府公報》37年夏字第四十五期，P.665
34. ↑  第三節　民國36年（1947） （页面存档备份，存于），行政院農業委員會林務局局誌
35. ↑  吳叡人. . 台灣民間真相和解促進會. 紀念二二八事件 60週年學術研討會.   [2021-01-18]. （原始内容存档于2021-05-09）.
36. ↑  黃智惠. . 臺灣大百科全書. 文化部.   [2021-01-18]. （原始内容存档于2021-05-09）.
37. ↑  海樹兒‧犮剌拉菲. . 原住民文獻. 原住民族委員會.   [2021-01-18]. （原始内容存档于2021-05-09）.
38. ↑  顏世佩. . www.chilin.org.tw. 慈林教育基金會.   [2021-01-18]. （原始内容存档于2021-05-09）. 慈林通訊第62期
39. ↑  張仰賢. . 臺灣大百科全書. 文化部.   [2021-01-18]. （原始内容存档于2021-05-09）.
40. ↑  鍾頤時.  (PDF). 國立臺灣師範大學.   [2021-01-18]. （原始内容 (PDF)存档于2021-01-27）.
41. ↑  . 部落e樂園.   [2021-01-18]. （原始内容存档于2021-02-11）.
42. ↑  楊智偉(Voyu). . 台灣基督長老教會.   [2021-01-18]. （原始内容存档于2021-05-09）. <新使者雜誌>第87期
43. ↑  . history.moe.gov.tw.   [2016-12-22]. （原始内容存档于2016-12-22）.
44. ↑  戰後台灣原住民行政體制之建立與變遷 （页面存档备份，存于）.林益陸.2003
45. ↑  . www.president.gov.tw. 中華民國總統府.   [2021-01-18]. （原始内容存档于2020-09-27） （中文（臺灣））.
46. ↑  .   [2017-05-12]. （原始内容存档于2017-05-13）.
47. ↑  Shigeru Tsuchida（1983年），Austronesian Languages in Formosa，S.A Wurm and Hiro Hattori，Language Atlas of the Pacific Area，坎培拉：澳大利亞國立大學
48. ↑  Paul Jen-kuei Li（1992年），History of the Movements of Austronesian Speaking Peoples of Taiwan: An Exploration From Linguistic Data and Phenomena，Newsletter of Taiwan History Field Research
49. ↑  . 中央研究院民族所研究所. （原始内容存档于2016-03-12）.
50. ↑  李建霖. . 中華民國教育部、中華民國原民會.[永久]
51. 1 2 3 4  John R. Shepherd，Statecraft and Political Economy on the Taiwan Frontier, 1600–1800，史丹佛，加利福尼亞州：史丹佛大學出版社，1993年；1995年再版，台北市：南天書局，ISBN 978-957-638-311-3
52. ↑  Harrell, Stevan (1996). "Introduction". In Melissa J. Brown (ed.). Negotiating Ethnicities in China and Taiwan. Berkeley, CA: Regents of the University of California. pp. 1–18.
53. ↑  Norma Diamond（1995年），Defining the Miao: Ming. Qing and Contemporary Views，In Ed. Stevan Harrell's Cultural Encounters of China's Ethic Frontiers，西雅圖：華盛頓大學出版社
54. ↑  Pamela Kyle Crossley（1999年），A Translucent Mirror: History and Identity in Qing Imperial Ideology，柏克萊：加利福尼亞大學出版社，ISBN 978-0-520-23424-6
55. ↑  傅琪貽. . 臺灣日本綜合研究所. 2014  [2021-12-04]. （原始内容存档于2022-03-16）.
56. 1 2  Henrietta Harrison（2001年），Changing Nationalities, Changing Ethnicities: Taiwan Indigenous Villages in the Years after 1946，David Faure，In Search of the Hunters and Their Tribes: Studies in the History and Culture of the Taiwan Indigenous People，台北市：南天書局
57. ↑  . 臺灣總督府警務局理蕃課. 1928.
58. ↑  . 理蕃の友. 1944.
59. ↑  李壬癸，《臺灣南島語言分佈圖》，1996年
60. ↑  Niclas S Ericsson，Creating "Indian Country" in Taiwan? 的存檔，存档日期2007-03-13.，Harvard Asia Quarterly，Volume VIII，Issue 1 (Winter)，2004年，第33－44年
61. ↑  . 法務部全國法規資料庫工作小組.   [2021-12-10]. （原始内容存档于2022-07-03）.
62. ↑  鄭景雯. . 中央通訊社. 2020-12-19  [2022-10-11].
63. 1 2  Abby Lee，Chimo seek recognition of aboriginal status 的存檔，存档日期2011-08-30.，Taiwan Journal，2003年8月29日，於2007年4月21日查閱
64. ↑  Jimmy Chuang，Tribe wants official recognition （页面存档备份，存于），台北時報，2005年10月14日報導，於2007年4月21日查閱
65. 1 2 3 4  Melissa J Brown（2004年），Is Taiwan Chinese? : The Impact of Culture, Power and Migration on Changing Identities，Berkeley：加利福尼亞大學出版社，ISBN 978-0-520-23182-5
66. ↑  Kavalan become official Aboriginal group，2005年5月5日，台北市政府，於2007年5月17日查閱
67. ↑  洪祥和，《拒絕分家 太魯閣族重歸賽德克》，中國時報，2008-11-23[]
68. ↑  . 總統府原住民族歷史正義與轉型正義委員會. （原始内容存档于2017-07-04）.
69. 1 2 3 4 5 6 7 8 9  黃秀政、張勝彥、吳文星. . 臺北市: 五南圖書出版股份有限公司. 2002年初版一刷. ISBN 978-957-11-2738-5.
70. 1 2 3 4 5 6 7 8 9  芮逸夫，〈臺灣土著各族劃一命名擬議〉。《大陸雜誌》第五卷五期。1952年
71. 1 2  .   [2014-05-12]. （原始内容存档于2014-11-29）.
72. ↑  正名成功 原住民再增2族變16族 （页面存档备份，存于），中央社，2014年6月26日
73. ↑  . Mata Taiwan. 2016年9月9日  [2017年10月1日]. （原始内容存档于2017年10月1日）.
74. ↑  李壬癸. 2019. 法佛朗語文本分析.
75. ↑  漢人獵殺臺灣原住民當食補秘史大公開 （页面存档备份，存于）
76. ↑  胡適的父親也看過漢人吃「蕃肉」！ 的存檔，存档日期2014-04-13.
77. ↑  .   [2020-05-15]. （原始内容存档于2020-05-25）.
78. 1 2  Tan-Min Liu（2002年），《平埔百社古文書》，台北市：中央研究院，ISBN 978-957-01-0937-5
79. ↑  Peter Kang（2003年），A Brief Note on the Possible Factors Contributing to the Large Village Size of the Siraya in the Early Seventeenth Century，Leonard Blusse，Around and About Formosa，台北市：南天書局
80. ↑  John Robert Shepherd（1995年），Marriage and Mandatory Abortion among the 17th Century Siraya，The American Anthropological Association，阿靈頓，VA
81. ↑  Leonard Blusse和Natalie Everts（2000年），The Formosan Encounter: Notes on Formosa's Aboriginal Society - A selection of Documents from Dutch Archival Sources Vol. I & Vol. II，台北市：順益原住民博物館，ISBN 978-957-99767-2-5 & ISBN 978-957-99767-7-0
82. ↑  Presenjit Duara（1995年），Rescuing History from the Nation: Questioning Narratives of Modern China. 芝加哥：芝加哥大學出版社
83. ↑  Jolan Hsieh (2006)，Collective Rights of Indigenous Peoples: Identity Based Movements of Plains Indigenous in Taiwan，紐約：Routledge, Taylor and Francis Group.
84. ↑  Harry J Lamley（1981年），"Subethnic Rivalry in the Ch'ing Period" in Emily Martin Ahern and Hill Gates（Eds.），The Anthropology of Taiwanese Society，第283－288頁，史丹佛：史丹佛大學出版社
85. ↑  Melissa J. Brown（1996年）"On Becoming Chinese" in Melissa J. Brown（Ed.）Negotiating Ethnicities in China and Taiwan，加州，柏克萊：加利福尼亞大學出版社
86. ↑  伊能嘉矩著，楊南郡譯註，《平埔族調查旅行伊能嘉矩〈臺灣通信〉選集》。臺北：遠流，1996。頁70。
87. ↑  詹素娟，〈熟番身份論--以日治時期的身份登錄為中心〉。中央研究院民族學研究所，文化創造與社會實踐研討會，2008。
88. ↑  李國銘，〈關於屏東平原少數民族二三事〉，《臺灣史田野研究通訊》，22: 57-64。
89. ↑  這種「身份變化」的一個例子發生在Rujryck（荷蘭統治時期的地名，現在是台北市的一部分）。有一份在乾隆7年由此地的頭目所簽署的文件中寫到：「我們原本沒有姓氏，請授予我們漢字的姓氏，潘、陳、李、王、單等。」出處：Pan, Da He（2002年），《平埔巴宰族滄桑史》，南天書局，ISBN 978-957-638-599-5
90. ↑  Pan, Da He（2002年），《平埔巴宰族滄桑史》，南天書局，ISBN 978-957-638-599-5
91. 1 2 3  Ebrey, Patricia (1996)，"Surnames and Han Chinese Identity" in Melissa J. Brown（Ed.）Negotiating Ethnicities in China and Taiwan，加州，柏克萊：加利福尼亞大學出版社，ISBN 978-1-55729-048-9
92. ↑  Pan, Ying，1996年，《臺灣平埔族史》台北市：南天書局，ISBN 978-957-638-358-8
93. ↑  Hong, Mei Yuan，1997年，《臺灣中部平埔族》，台北市，臺灣：中央歷史研究院
94. ↑  Hsu, Cho-yun (1980). "The Chinese Settlement of the Ilan Plain" in Ronald Knapp（Ed.）China’s Island Frontier: Studies in the Historical Geography of Taiwan. HI: University of Hawaii Press.
95. ↑  . Mata Taiwan.   [2016-12-22]. （原始内容存档于2016-12-23） （美国英语）.
96. ↑  . Mata Taiwan. 2014-03-05  [2016-12-22]. （原始内容存档于2016-12-22）.
97. ↑  阿美族分布地區的北部稱之為Malalikit，是為慶祝男子成年的舞祭之意。中部稱Ilisin，即「在祭典中」，出自字根lisin–祭典之意。東海岸中部稱Malikoda，意指男人在年祭時的歌舞。南部則稱Kiloma'an，是由loma'──即「家」和前、後接詞ki–和–an所構成，是團聚在家的意思。
98. ↑  文獻中的祭典名稱有大嵙崁的「smyus」、石加鹿的「pasuru-kautas」、加拉排的「psyurak」、南澳的「Smaato」、北勢群(馬拉邦部落)的「Maho pbuling alyutux」、北勢群的「Maho或 ubung'」
99. ↑  國立臺灣大學原住民族研究中心 的存檔，存档日期2007-01-22.
100. ↑  吳叡人. . 台灣民間真相和解促進會. 紀念二二八事件 60週年學術研討會.   [2021-01-18]. （原始内容存档于2021-05-09）.
101. ↑  . history.moe.gov.tw.   [2016-12-22]. （原始内容存档于2016-12-22）.
102. ↑  戰後台灣原住民行政體制之建立與變遷 （页面存档备份，存于）.林益陸.2003
103. ↑  . www.president.gov.tw. 中華民國總統府.   [2021-01-18]. （原始内容存档于2020-09-27） （中文（臺灣））.
104. ↑  原民法部分違憲 南島語系3條件可申請為原住民族 （页面存档备份，存于），中央社，2022-10-28
105. ↑  中央研究院民族學研究所：平埔族與當代臺灣 的存檔，存档日期2009-12-15.
106. ↑  行政院主計處編. . 行政院主計處. 2014.行政院主計處編. . 行政院主計處. 2014.
107. ↑  各縣市政府人口統計資料

## 延伸阅读
- 黃明堂，2005， 澳洲學者：南島語族源自臺灣，自由時報。
- 黃宣範，1995，《語言、社會與族群意識：臺灣語言社會學的研究》。台北：文鶴出版有限公司。
- 黃應貴等，1993，〈尊重原住民的自稱〉，見張茂桂等，《族群關係與國家認同》，頁191-97。台北：業強出版社。
- 李壬癸，1997，《臺灣南島民族的族群與遷徙》。台北：常民文化。
- 詹素娟，1996，〈族群歷史研究的「常」與「變」：以平埔研究為中心〉，見張炎憲、李筱峰、戴寶村 編，《臺灣史論文精選（上）》，頁69-102。台北：玉山社。
- 日本國立國會図書館蔵書 （页面存档备份，存于）＞搜索：「高砂族」
- 《原語による台灣高砂族伝説集》 （页面存档备份，存于）-（日本國立國會図書館蔵書）／上山満之進〔かみやまみつのしん〕／台北帝國大學言語學研究室編／1935（昭和10年）出版
- 《高砂族》 （页面存档备份，存于） -（日本國立國會図書館蔵書）／大形太郎著／育生社弘道閣／1942（昭和17）年
- 《高砂族慣習法語彙》 （页面存档备份，存于） -（日本國立國會図書館蔵書）／帝國學士院編／ヘラルド社／1941（昭和16）年
- 《高砂族調査書　第５編》 （页面存档备份，存于） -（日本國立國會図書館蔵書）／台灣総督府警務局理蕃課／1938（昭和13）年
- 《刑事政策の新動向》 （页面存档备份，存于） -（日本國立國會図書館蔵書）／安平政吉著／1940（昭和15）年／頁218-
- 《外地の婦人生活と結婚》 （页面存档备份，存于） -（日本國立國會図書館蔵書）／外地文化協會編／1942（昭和17）年／頁29-　內地人と本島人と高砂族
- 《理蕃綱要》 （页面存档备份，存于） -（日本國立國會図書館蔵書）台灣総督府警務局理蕃課 編／1939（昭和14）年

相關學術研究
- Chen, Chi-lu. 1968. Material Culture of the Formosan Aborigines. Taipei: Material Culture of the Formosan Aborigines. Taipei: Taiwan Museum.
- 陳奇祿，1992，《臺灣土著文化研究》。台北：聯經。
- 黃應貴 編，1986，《臺灣土著社會文化研究論文集》。台北：聯經。
- 林柏年，2006，《臺灣原住民族之權利與法制》。台北：稻鄉。
- 李亦園，1982，《臺灣土著民族的社會與文化》。台北：聯經。
- 潘英海、詹素娟 編，1995，《平埔研究論文集》。台北：中央研究院臺灣史研究所籌備處。
- 阮昌銳，1994，《臺灣土著族的社會與文化》。台北：臺灣省立博物館。
- 王嵩山，2001，《臺灣原住民社會與文化概論》。台北：聯經。
- 謝世忠，1987，〈認同的污名：臺灣原住民的族群變遷〉，《自立晚報》。
- 許木柱，1995，《臺灣省通志》，住民志，同冑篇，第一章通論。南投：臺灣省文獻委員會。
- 佐山融吉，1914，《番族調查報告書》。台北：臺灣總督府。
- 黃榮泉（Masa Tohui），《泰雅族與其拼音系統》；《番族慣習調查報告書―第一卷泰雅族》中譯本；《泰雅勵志舞曲》《泰雅語羅馬字拼音導讀》、《泰雅族傳統故事》編譯
- B. Riftin（李福清）：《神話與鬼話——臺灣原住民神話故事比較研究》（北京：社會科學文獻出版社，2001）。
- 江冠榮 （页面存档备份，存于）
  - 2007〈台灣原住民傳統住宅空間構成特性之初探：以千千岩助太郎所著「台灣高砂族的住家」為例〉。《室內環境與生活文化第六屆國際學術研討會論文集》（頁323-343），2007年7月17日，中原大學室內設計系所主辦，中壢市中原大學。
  - 2008〈再現布農族於八通關聚落原貌與遷移歷程〉。《流動與鏈結第一屆國際學術研討會論文集》（頁1-22），2008年6月20日，中原大學室內設計系所、台灣室內空間設計學會主辦，中壢市中原大學。
  - 2008〈再現布農族於八通關聚落原貌與遷移歷程〉。《2008年全國原住民族研究論文集》（頁2-5-1～2-5-42），2008年10月24、25日，行政院原住民族委員會主辦，台北市國立台灣師範大學教育大樓國際會議廳。
  - 2008〈台灣雲端上消失的獵人：再現布農族於八通關聚落原貌與遷移歷程〉，中原大學室內設計學系碩士論文。
  - 2010〈台灣八通—布農族傳統建築家屋選址〉。《2010年全國原住民族研究論文集》（頁163-188），2010年10月21、22日，行政院原住民族委員會主辦，嘉義市國立嘉義大學工學院國際會議廳。
  - 2010〈布農族傳統建築家屋選址之智慧〉。《2010海峽兩岸非物質文化資產保護學術研論文集》（頁163-188），2010年12月20日，台灣原住民教授學會、台灣原住民研究協會主辦，台北市國立台灣師範大學教育大樓2樓國際會議廳。
  - 2012〈布農族人如何逐山而居-淺談傳統選址之智慧〉。台北：台灣博物館季刊。第31卷第2期。
  - 2013〈文化遺產：布農族傳統家屋空間觀〉。《一級城市下的城市景觀》：國際學術會議-文集。中國大陸武漢：華中科技大學出版社。

## 外部連結
- 原住民族基本法全文 （页面存档备份，存于）
- 臺灣原住民族歷史語言文化大辭典 （页面存档备份，存于）
- 國立東華大學民族學院 （页面存档备份，存于）
- 原住民族委員會 （页面存档备份，存于）
- 中研院民族所數位典藏入口網
- 順益臺灣原住民博物館 （页面存档备份，存于）
- 台灣原住民族數位典藏知識入口網 （页面存档备份，存于）
- 原住民族自治探討
- 國立臺灣大學原住民族研究中心
- 原住民族網路社群
- 臺灣原住民族圖書資訊中心 （页面存档备份，存于）
- 臺灣原住民族資訊資源網 （页面存档备份，存于）
- 南島原報-原住民電子報 （页面存档备份，存于）
- 臺灣原住民數位博物館 （页面存档备份，存于）
- 原住民環境知識匯聚平台 - 魚．山川．海洋 （页面存档备份，存于）